# Вільнянськ
Вільня́нськ (до 1935 року — Софіївка, до 1939 р. — Красноармійське, до 1966 р. — Червоноармійське) — місто в Україні, адміністративний центр Вільнянської міської громади Запорізького району Запорізької області, до 2020 року адміністративний центр ліквідованого Вільнянського району, у північній частині Запорізької області у верхів'ях річки Вільнянки.
На території міста розташована однойменна залізнична станція (лінія Синельникове — Запоріжжя), за 18 км від обласного центру — міста Запоріжжя. Через місто проходить автошлях національного значення Н15 (Запоріжжя — Донецьк). До 1924 року селище біля станції Софіївка, до 1935 року — селище Софіївка, до 1939 року — селище Красноармійське, до 1966 року — селище Червоноармійське, з 1966 року — місто Вільнянськ. До складу Вільнянської міської громади входить 15 сіл, які раніше підпорядковувалися Вільнянській міській, Любимівській та Новогупалівській сільським радам.

## Географія

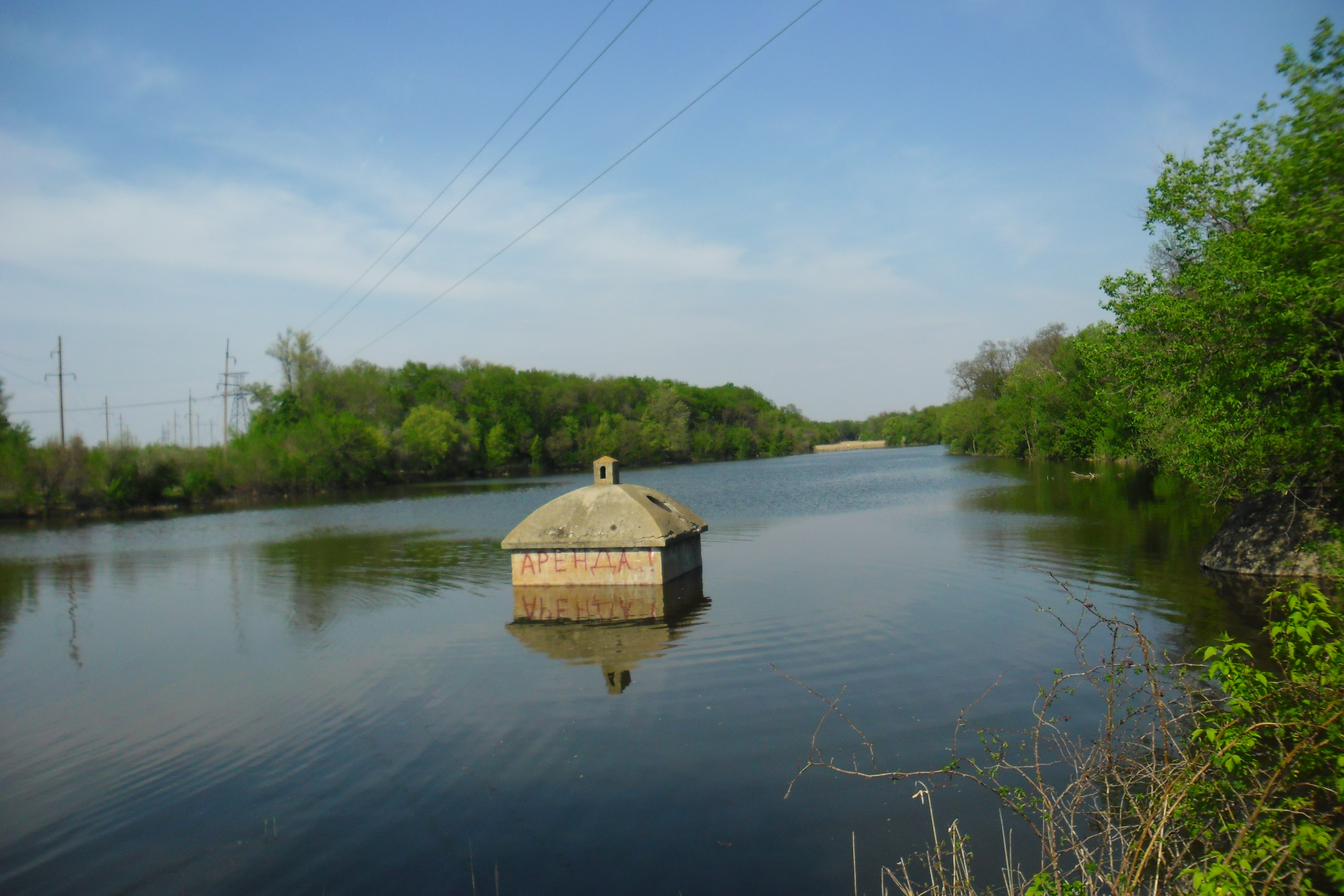
Місцевість «Водокачка» на річці Вільнянка поблизу м. Вільнянська

Місто Вільнянськ розташоване у північній частині Запорізької області. Відстань від обласного центру м. Запоріжжя автошляхом Н15 — 18 км.
Рельєф місцевості — хвиляста степова рівнина з балками та незначними ярами..
Річка Вільнянка (за 1 км) (з середини XX століття — вервечка ставків, які при надлишку води перетікають один в інший). Вище за течією на відстані за 1,5 км розташоване село Роздолля, нижче за течією примикає село Смородине, на протилежному березі — села Вільнянка і Новоселівка. До міста зі сходу примикає село Павлівське.

### Структура міста
Через місто проходить залізниця, яка ділить його на північну та південну частини. Місто витягнуте вздовж залізниці із заходу на схід, більш розвинута його північна частина.
Вільнянськ має поліцентричну систему розселення і обслуговування: старий загальноміський центр, розташований на перетині вулиць Соборна та Козацька, адміністративний центр, розташований по вулиці Бочарова, у районі багатоповерхової забудови, і підцентр, біля колишнього заводу столових виробів (Вільнянський завод імені Шевченка).

### Клімат
Клімат у Вільнянську вологий континентальний («Dfa» за класифікацією кліматів Кеппена). Середньорічна кількість опадів 497 мм на рік. Найменша кількість опадів спостерігається в жовтні й сягає у середньому 28 мм. Найбільша кількість опадів випадає в червні — близько 58 мм. Різниця в опадах між сухими та вологими місяцями становить 30 мм. Середня річна температура +9,0 °C, у січні — 4,1 °C, у липні — +22,4 °C. Річна амплітуда температур становить 26,5 °C. Середня глибина промерзання ґрунту — 0,8 м, максимальна — близько 1 м. За умовами забезпеченості вологою територія міста належить до посушливої зони. Випаровування з поверхні суходолу — 480 мм, з водної поверхні — 850 мм. Улітку часто спостерігаються зливи, що сильно розмивають поверхню ґрунту. При зливах за добу випадає 82 мм опадів (статистичні дані)
Переважні напрямки вітру в теплий період — північний і північно-східний, у холодний період — північно-східний і східний. Середня швидкість вітру становить 3,8 м/с, посилюючись до 4,2 м/с на околицях міста. Максимальна швидкість вітру, до 28 м/с, спостерігається один раз на 15-20 років. Щороку, у середньому, місто вкрито туманом 45 днів на рік. Найбільше число туманів — 60 на рік.
| Клімат Вільнянська                | Клімат Вільнянська | Клімат Вільнянська | Клімат Вільнянська | Клімат Вільнянська | Клімат Вільнянська | Клімат Вільнянська | Клімат Вільнянська | Клімат Вільнянська | Клімат Вільнянська | Клімат Вільнянська | Клімат Вільнянська | Клімат Вільнянська | Клімат Вільнянська |
| Показник                          | Січ.               | Лют.               | Бер.               | Квіт.              | Трав.              | Черв.              | Лип.               | Серп.              | Вер.               | Жовт.              | Лист.              | Груд.              | Рік                |
| Середній максимум, °C             | −1,1               | −0,6               | 3,8                | 13,5               | 21,2               | 25,5               | 27,8               | 26,9               | 21,2               | 13,8               | 6,0                | 1,5                | 13,3               |
| Середня температура, °C           | −4,1               | −3,7               | 0,4                | 8,9                | 16,1               | 20,2               | 22,4               | 21,4               | 15,9               | 9,5                | 3,1                | −1,1               | 9,1                |
| Середній мінімум, °C              | −7,1               | −6,7               | −3                 | 4,4                | 11,0               | 15,0               | 17,1               | 16,0               | 10,7               | 5,2                | 0,2                | −3,6               | 4,9                |
| Норма опадів, мм                  | 49                 | 37                 | 31                 | 35                 | 45                 | 58                 | 48                 | 39                 | 34                 | 28                 | 41                 | 52                 | 497                |
| --------------------------------- | ------------------ | ------------------ | ------------------ | ------------------ | ------------------ | ------------------ | ------------------ | ------------------ | ------------------ | ------------------ | ------------------ | ------------------ | ------------------ |
| Джерело: Climate-Data.org (англ.) |                    |                    |                    |                    |                    |                    |                    |                    |                    |                    |                    |                    |                    |

## Історія

### Пам'ятки найдавнішої історії
Під містом Вільнянськ з боку Запоріжжя є могильник дніпро-Донецької культури маріупольського типу.
Загалом в межах міста розташовані 2 курганних могильники епохи міді та бронзи. У межах колишнього Вільнянського району — 400 курганів, які датуються від 4 тисячоліття до н. е. до середини 2 тисячоліття н. е. Найвищий курган Вільнянщини має висоту 8 м — це курган поблизу с. Першозванівка..

### Історичні відомості
Тривалий час вважалося, що Софіївка була заснована як поміщицьке село у 1840 році. Проте на сьогодні це твердження викликає певні сумніви. Так, на думку краєзнавця-дослідника Ю. Князькова сучасний Вільнянськ утворився від селища Софіївка, яке виникло при однойменній залізничні станції у 1873 році. Саме це селище при станції Софіївка впродовж 1924—1935 років і вважалося районним центром. Стосовно поміщицького села Софіївки, то воно виникло не у 1840 році, а близько 1810—1816 років і нині це західна частина села Новоселівки, за межею сучасного міста Вільнянська.
Софіївка згадується в офіційних документах наприкінці 1850-х років як село Олександрівського повіту Катеринославської губернії. Станом на 1859 рік налічувалось 30 дворів та 177 мешканців.
Розбудові селища сприяло відкриття руху поїздів на залізничній лінії Лозова — Синельникове I — Запоріжжя I у 1870-х роках, а також будівництво на станції Софіївка блокгаузів..
Німецький колоніст Г. Классен (очевидно голландець за походженням) а потім його зять Генріх Нейфельд (Нойфельд) в останній чверті XIX ст. заснували і розвивали в Софіївці чавуноливарний механічний завод із виробництва сільськогосподарських машин: молотарок (молотилок) на кінській тязі, бункерів, плугів, жаток тощо.
У 1891 році завод Классена перейшов у повну власність Генріха Нейфельда. Це стало новою віхою в історії як заводу, так і самої Софіївки. Саме на той час на заводі Классена-Нейфельда створюються нові цехи, а продукція заводу мала попит не лише на внутрішньому ринку Російської імперії, але й на зовнішньому світовому ринку. Завод Классена-Нейфельда неодноразово виборював нагороди на міжнародних конкурсах та виставках.
Зростання обсягів виробництва заводу значно сприяло й економічному розвиткові самої Софіївки. Завдяки промисловому підйому на початку XX ст. помітно збільшилася кількість мешканців Софіївки, частина яких працювала на заводі Классена-Нейфельда, що був вже досить великим підприємством із річним об'ємом виробництва у 300—315 тис. крб і по суті виконував роль містотвірного підприємства.
На межі XIX—XX століть певні зрушення відбулися в освітній, культурній та духовній сферах життя мешканців селища. У Софіївці діяли церковнопарафіяльна школа, «школа грамоти» при заводі Классена-Нельфельда.
У 1894 році на станції Софіївка було засноване дворічне фабрично-залізничне початкове училище. В ньому готували кваліфікованих робітників для обслуговування Лозово-Севастопольської залізниці. У 1913 році тут навчалося 47 учнів за професіями колійного обхідника, ремонтника, помічника машиніста локомотива. Значна частина випускників цього закладу працювала в Олександрійських майстернях.
1902 року в Софіївці було споруджено Свято-Володимирський собор. За часів радянської влади (1930—1932) собор був закритий, культовий інвентар вивезено, а розписи забілено. Лише 1993 року силами громадськості міста при сприянні місцевої влади собор був повністю реставрований і переданий церковній громаді.
З початком Першої світової війни та загальної мобілізації у Софіївці суттєвого занепаду соціально-економічного життя не сталося. Цьому сприяло швидке переорієнтування Нейфельдового заводу — у цей час він для потреб військової армії випускав суто військову продукцію. У липні 1916 року завод Нейфельда одержав замовлення на виготовлення 10 тис. гранат.
Після повалення автократії в Софіївці значно активізувалося громадсько-політичне життя. Навесні 1917 року тут почали діяти органи Української Центральної Ради. Серйозну конкуренцію їм становили більшовики та анархісти Нестора Махна. Вплив останнього значно посилився у часи гетьмана Павла Скоропадського.
7 (20) листопада 1917 року, відповідно до Третього Універсалу Української Центральної Ради, увійшло до складу Української Народної Республіки.
У 1919 за Софіївку точилися жорстокі бої між армією УНР та махновцями
8 січня 1920 року Софіївка знову була окупована загонами Червоної армії. Проте невдовзі на зміну денікінцям Софіївку захопили врангелівці, яких вдалося вибити лише наприкінці жовтня 1920 року. Четверта спроба встановлення радянської влади цього разу виявилася на той час вже остаточною (до 1991 року).
Взимку 1924—1925 років Софіївка стала адміністративним центром Софіївського району. Почесним членом Софіївської ради було обрано одного з керівників радянської України — Власа Чубаря.
У 1932—1933 роках Вільнянщина, як і вся підрадянська Україна, зазнала непоправного лиха від ГолодоморуНаціональна книга пам'яті жертв Голодомору 1932—1933 років в Україні. Запорізька область, у ці роки померло щонайменше 118 мешканців міста.
Попри роки колективізації, Голодомору і сталінських репресій у часи радянської влади в Софіївці відбувалися і позитивні явища: відновив свою діяльність колишній завод Нейфельда (тепер завод імені Тараса Шевченка), розпочав роботу елеватор, місткістю 1,5 тис. тонн зерна тощо. У передвоєнні роки в селищі спорудили кілька двоповерхових будинків, відкрили амбулаторію, дитячі ясла. Діти навчалися в середній та семирічній школах. Працювали районна, заводська та шкільна бібліотеки.
З 1 лютого 1935 року почала виходити районна газета «Зоря комуни» (з 1962 року — «Дніпровські вогні»).
Селище Червоноармійське, яке перед німецько-радянською війною називалася Софіївка, було електрифіковане та радіофіковане.
6 жовтня 1941 року у Червоноармійське вторглися війська нацистської Німеччини та її союзників, група армій «Південь». За майже два роки окупації німці розстріляли кілька десятків місцевих мешканців та замучили 220 радянських військовополонених. 150 молодих вільнянців було відправлено до Німеччини на примусові роботи.

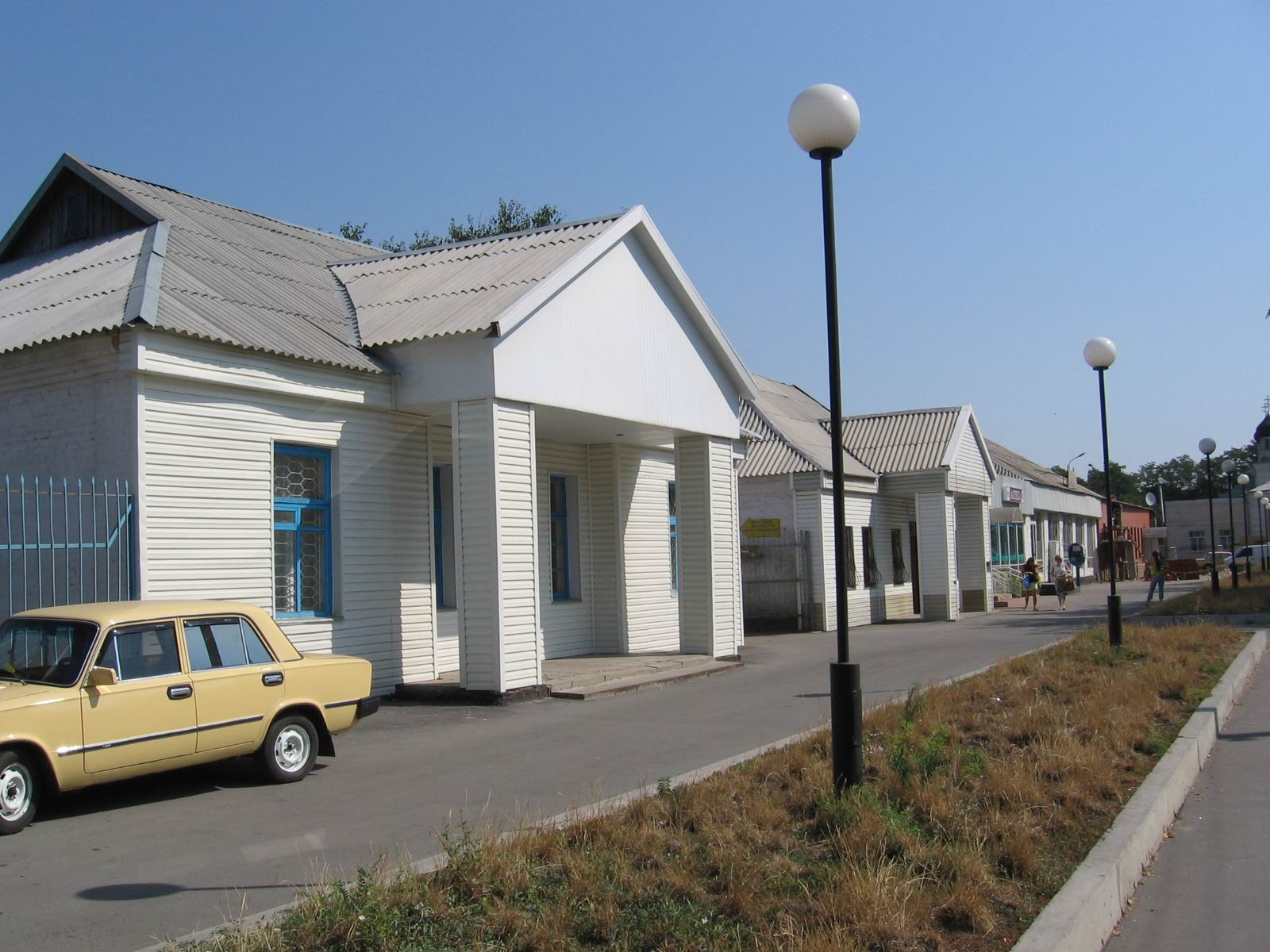
Старий центр міста. Будинки з характерними трикутними фасадами — колишні адміністративні будови міста

21 вересня 1943 року Червоноармійське (сучасний — Вільнянськ) було визволено радянськими військами Південно-Західного фронту (командувач — генерал армії Родіон Малиновський).
За роки Другої світової війни понад 7000 вільнянців воювали на фронтах, 5588 з них загинули, померли від ран, пропали безвісти, 2328 — нагороджені бойовими орденами і медалями, у тому числі 9 — Герої Радянського союзу
Указом Президії Верховної Ради УРСР від 3 листопада 1966 року селище Червоноармійське перейменовано в місто Вільнянськ.

Микола Темненко художник з Донецька, який 2 серпня 1990 року у старому центрі Вільнянська вперше за новітні часи підняв український національний синьо-жовтий прапор над адміністративною будовою.

2 серпня 1990 року, близько 14:00, на одному з будинків у старому центрі міста було вперше за новітні часи піднято український національний синьо-жовтий прапор. Підняття прапора здійснив художник з Донецька Микола Темненко за сприянням групи підтримки та пересічних вільнянців. Микола Темненко у складі делегації 200 чоловік приїздив автошляхом Н15 (Донецьк — Запоріжжя) на святкування 500-ліття Запорозького козацтва.
У 2016 році, відповідно із Законом України «Про засудження комуністичного та націонал-соціалістичного (нацистського) тоталітарних режимів в Україні та заборону пропаганди їхньої символіки», керуючись Законом України «Про місцеве самоврядування в Україні», враховуючи пропозиції й побажання мешканців міста Вільнянська виконавчий комітет міста прийняв ухвалу «Про перейменування об'єктів топоніміки міста Вільнянська».
Вільнянськ та Вільнянщина має непересічний туристично-рекреаційний ресурс

Північно-східна околиця міста. 2020-ті роки

Суспільно-політичне життя Вільнянська та Вільнянщини детерміноване близькістю до обласного центру і українськими традиціями краю. З громадських організацій, зокрема, діє об'єднання ліквідаторів Чорнобильської катастрофи.
Після початку повномасштабної війни (відкритого воєнного вторгнення) Російської Федерації (за підтримки Білорусі) проти України з 24 лютого 2022 року) у Вільнянську діє Територіальна оборона.

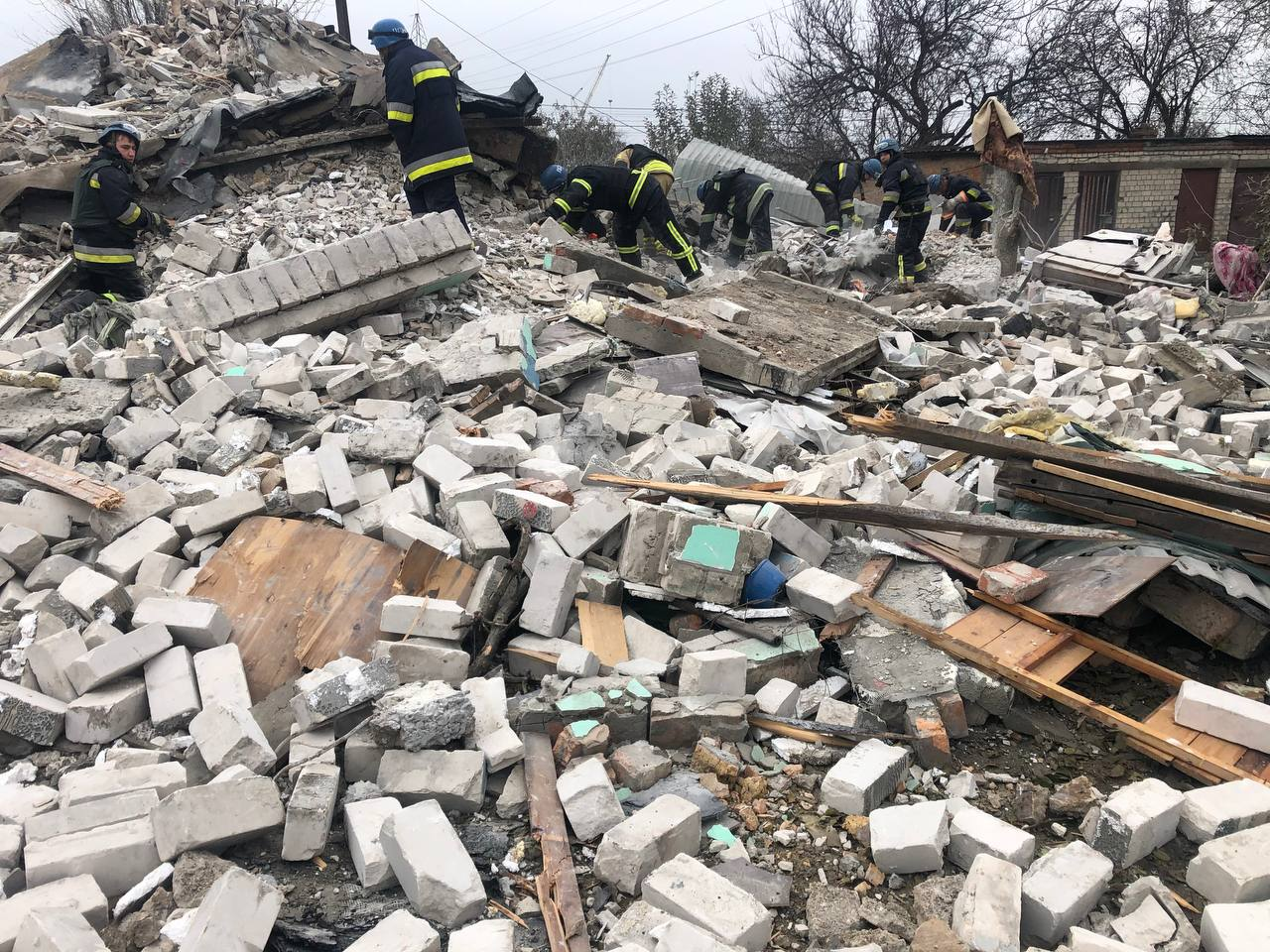
Руйнування двоповерхового житлового будинку від ракетного обстрілу (17 листопада 2022)

#### Обстріли Вільнянська

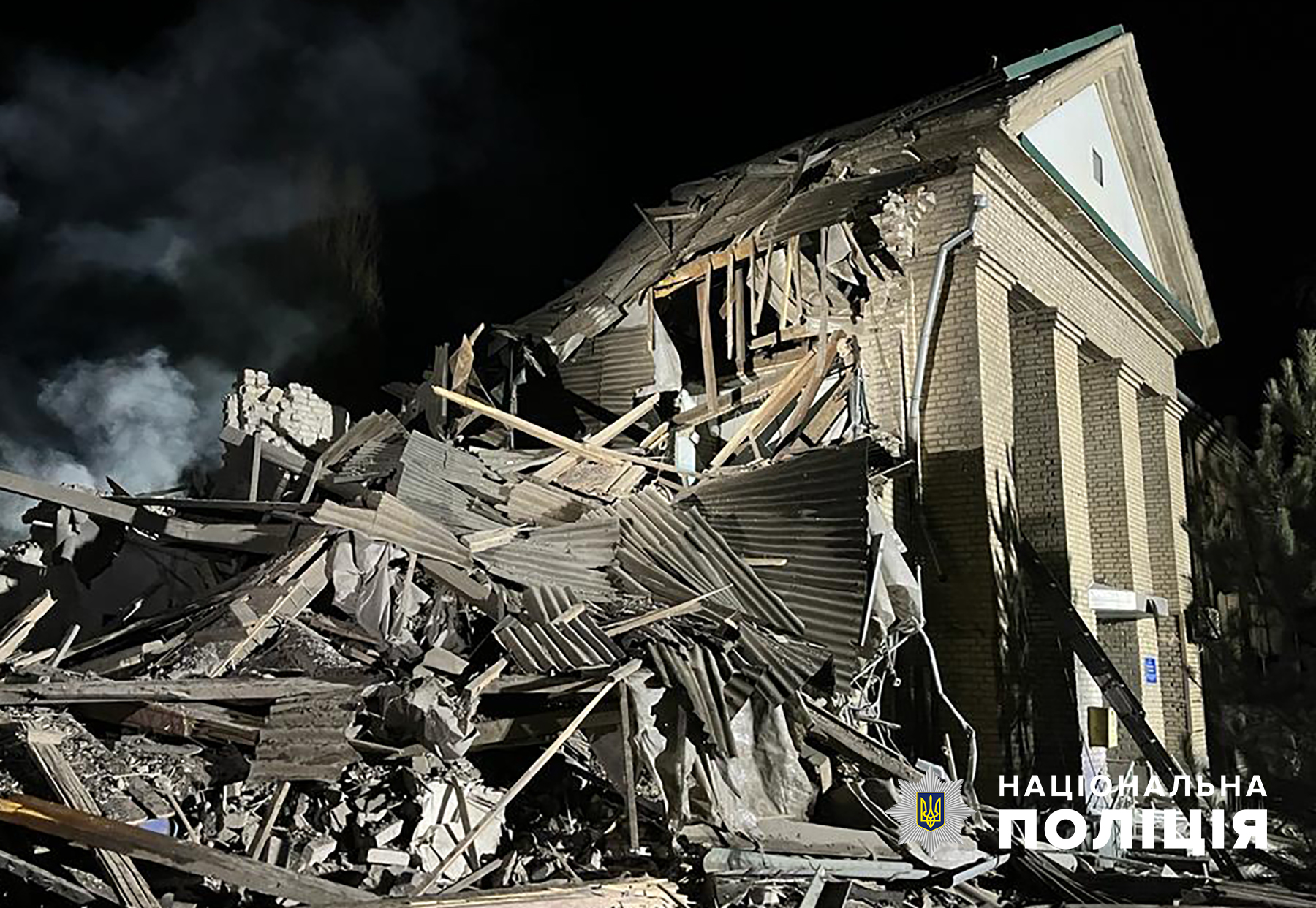
Руйнування від ракетного обстрілу пологового відділення міської лікарні (23 листопада 2022)

- 17 листопада 2022 року, близько 04:00, російські окупаційні війська нанесли три ракетних удари із застосуванням С-300 по місту Вільнянськ. Одна з ракет влучила у двоповерховий житловий будинок, в якому мешкало 10 осіб. В результаті ракетного удару всі 10 осіб загинули, з них троє дітей. Також від ракетного обстрілу постраждали території та будівлі об'єкту критичної інфраструктури[44].

- 23 листопада 2022 року, о 02:00, рашисти знову завдали ракетного удару по Вільнянську, поціливши двома ракетами С-300. Одне влучання прийшлося у двоповерхову будівлю медичного закладу, по пологовому відділенню. Внаслідок ракетного удару загинуло дводенне немовля Сергій[45] та отримали поранення породілля й медичний персонал. Будівля лікарняного корпусу зазнала руйнувань, пошкоджені довколишні будинки[46][47].
- 2 грудня 2022 року, вночі, відбувся черговий обстріл Вільнянська. Російські окупанти завдали два ракетних удари із ЗРК С-300 по передмістю Запоріжжя та Запорізькому району, внаслідок чого заподіяно пошкодження одного із підприємств та адміністративна будівля у Вільнянську. Вибуховою хвилею та уламками ракет пошкоджено довколишні приватні будинки та продовольчі крамниці міста[48][49].
- 29 червня 2024 року російські окупанти завдали ракетного удару із застосуванням «Іскандер» по середмістю Вільнянська, внаслідок якого загинуло 7 осіб, з них троє дітей, отримали поранення 36 осіб, з них 8 дітей і одна вагітна жінка, пошкоджена цивільна інфраструктура. 30 червня 2024 року у Запорізькій області було оголошено Днем жалоби за загиблими через ворожий удар по Вільнянську[50][51][52].
- Під час масового обстрілу 8 липня 2024 року двома ракетами зруйновано найбільші підприємства міста[53][54].

#### Галерея
XIX — початок XXІ ст.

Вільнянський завод імені Шевченка — історичне для Вільнянська містотвірне підприємство
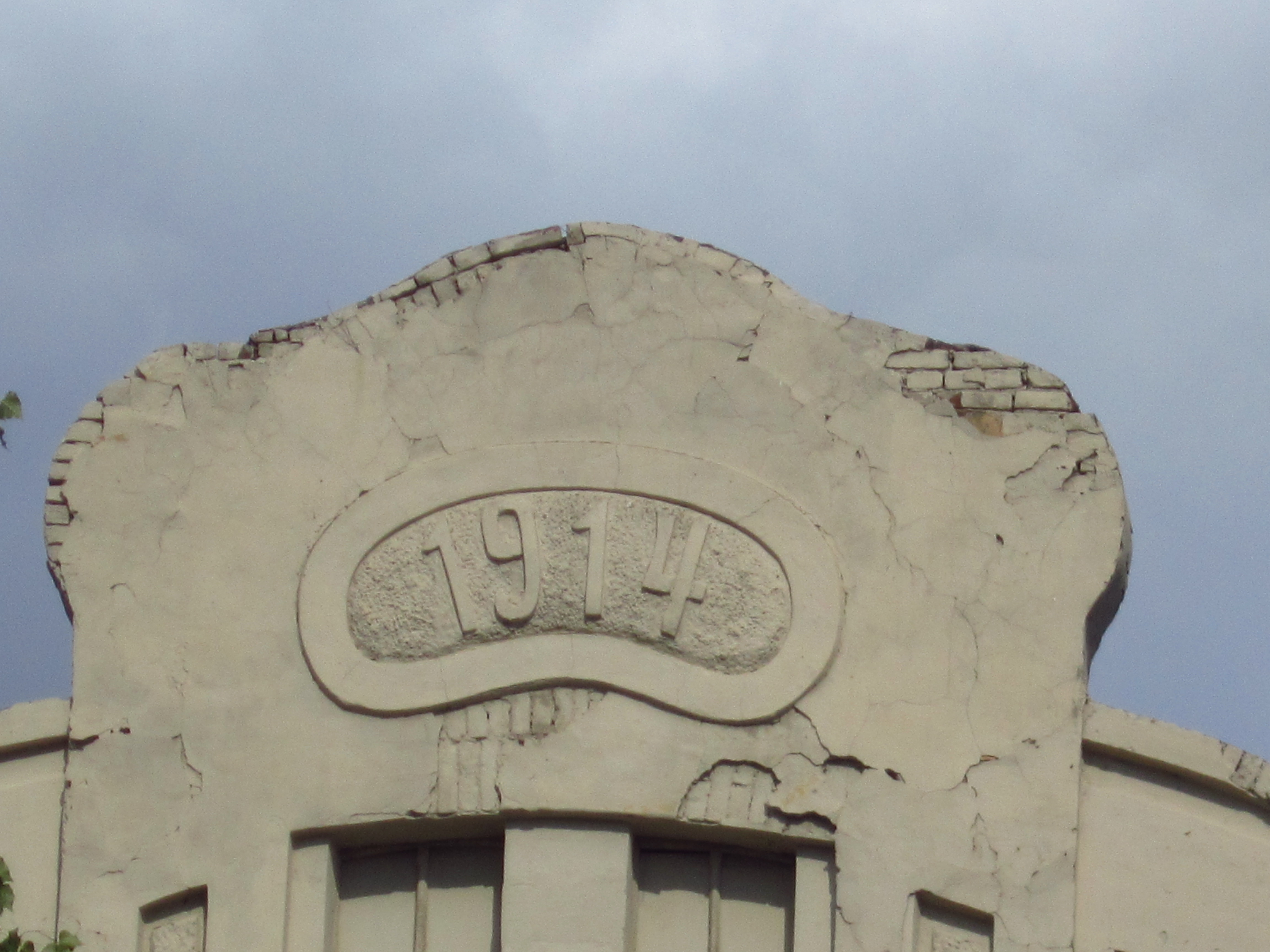
Фронтон, Вільнянський завод імені Т. Г. Шевченка
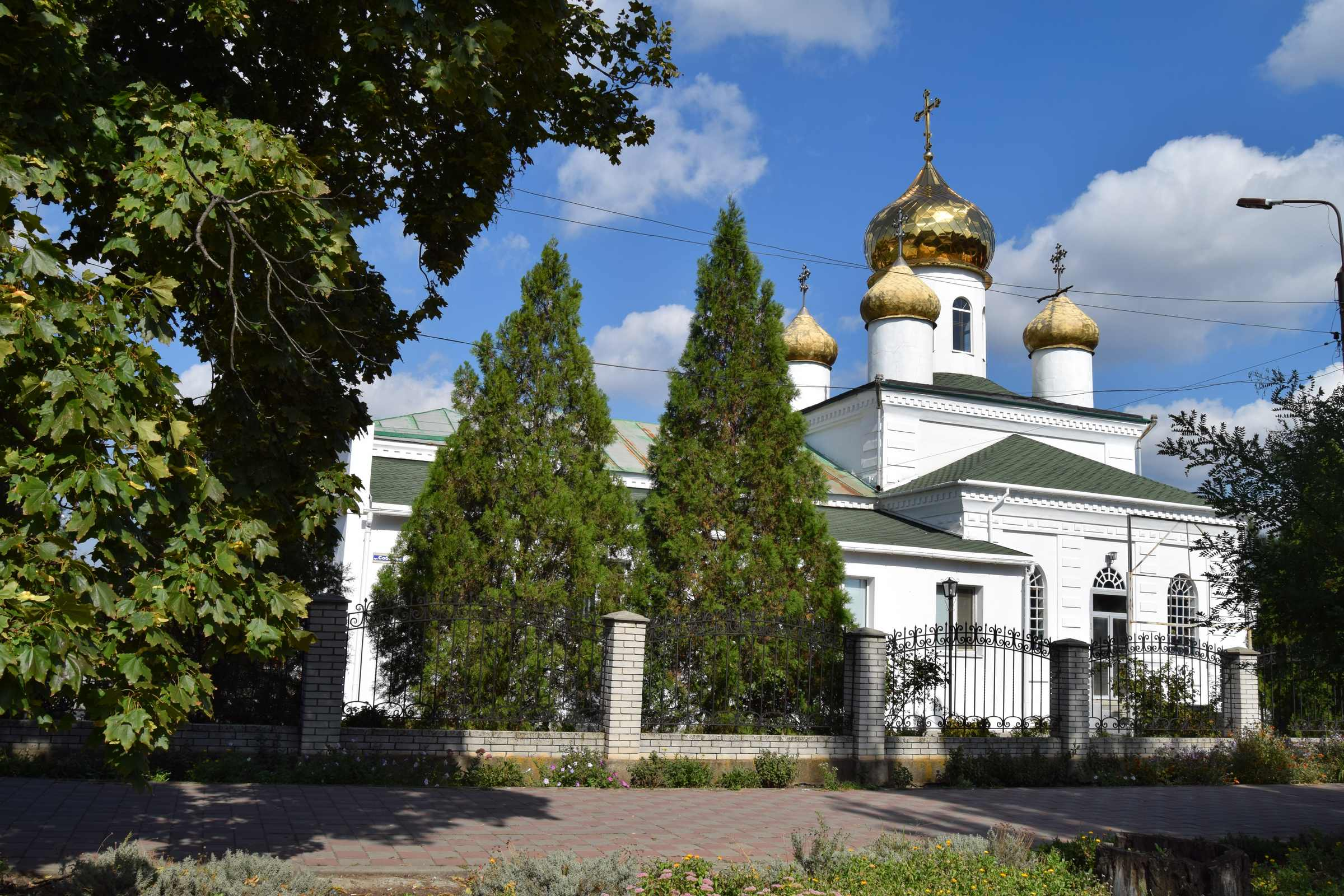
Свято-Володимирівський храм, 1902 року побудови (краєвид 2018 року)
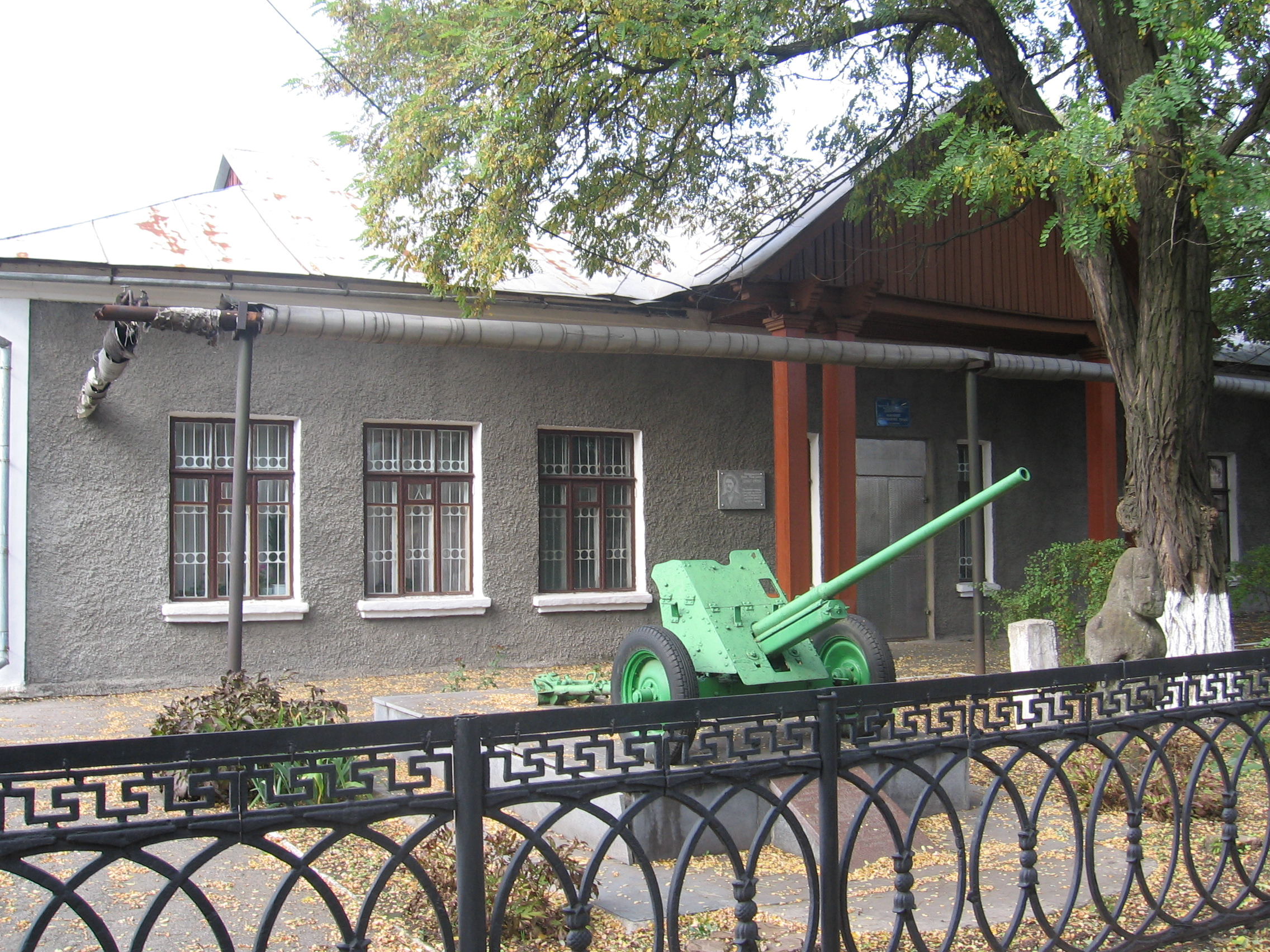
Вільнянський краєзнавчий музей
Головна контора заводу Классена-Нейфельда. Будинок кінця XIX — початку XX століття
Палац культури у Вільнянську, 2025 рік.

Вшанування героїв Другої світової війни 9 травня 2017 року
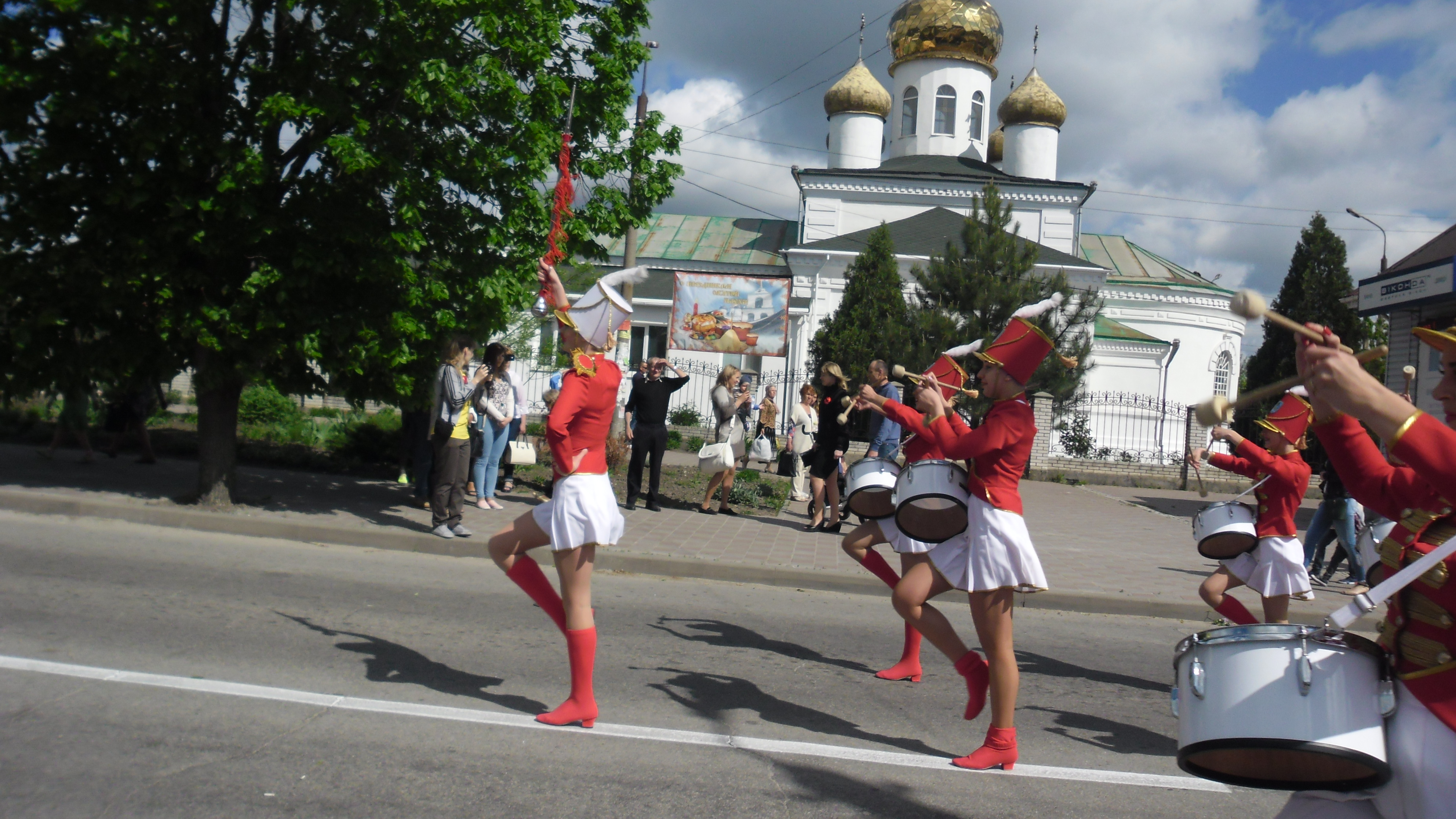
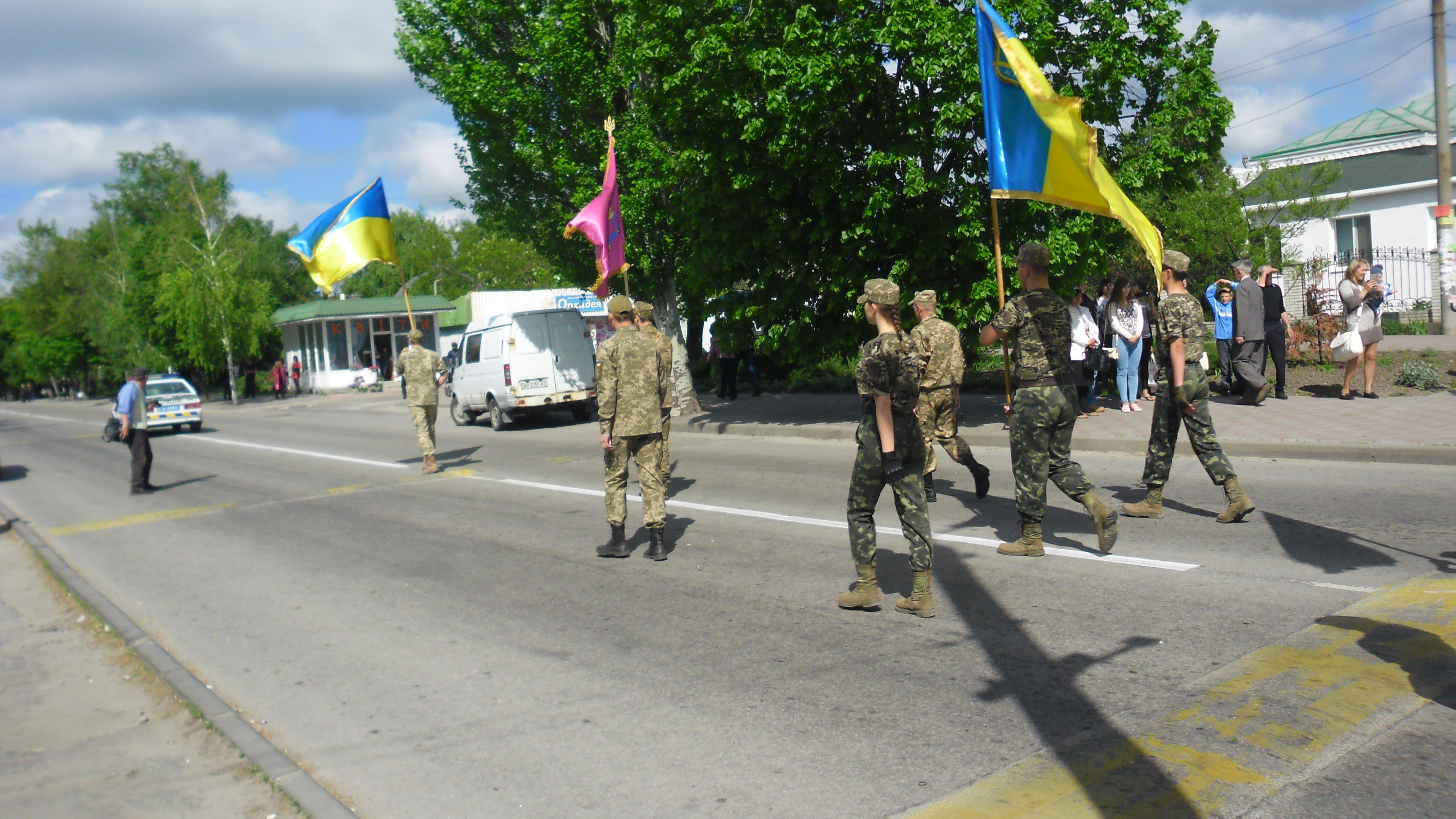
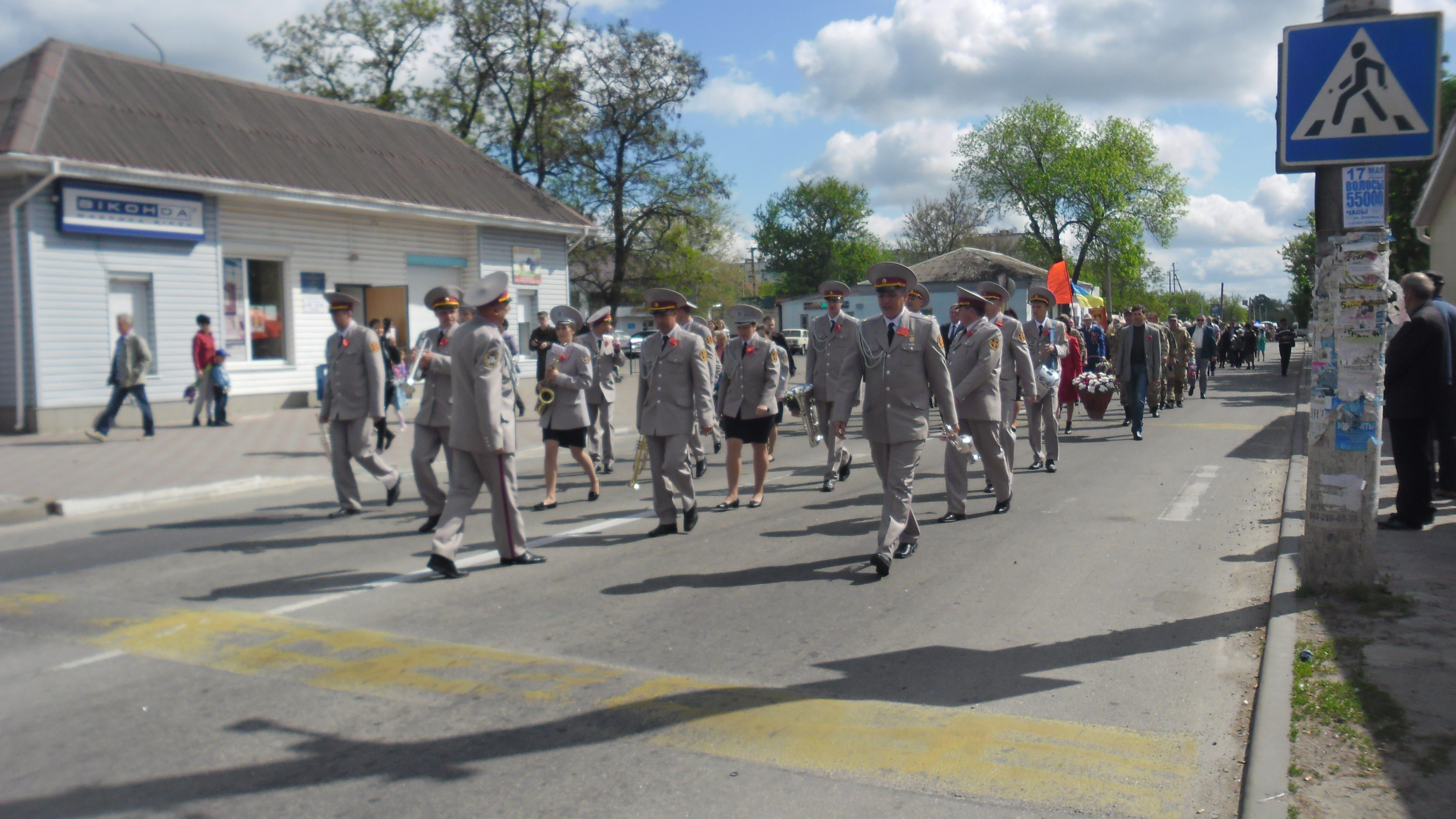

Вшанування героїв Російсько-Української війни- (2014...), 2025 рік
Вільнянський цвинтар. Поховання українських воїнів-вільнянців - героїв Російсько-Української війни, 2025.
Алея пам'яті героїв ЗСУ

## Пам'ятники Вільнянська

### Пам'ятки найдавнішої історії
Під містом Вільнянськ з боку Запоріжжя є могильник Дніпро-Донецької культури маріупольського типу. Загалом у межах міста розташовані два курганних могильники епохи міді та бронзи.

### Меморіальний комплекс
У центрі міста Вільнянськ розташований меморіальний комплекс слави на честь вояків Червоної армії, загиблих у роки німецько-радянської війни та учасників військових подій в Афганістані, пам'ятник жертвам нацизму в Ароновому саду, нещодавно на вулиці Бочарова встановлено пам'ятний знак у формі мальтійського хреста на честь 2000-річчя Різдва Христового.
У боях за Вільнянськ (у 1940-х роках селище Червоноармійське) брали участь бійці 1-ї та 2-ї механізованих бригад 1-го гвардійського механізованого корпусу під командуванням генерал-лейтенанта Іван Русіянова разом з танкістами 135-ї танкової бригади Південно-Західного фронту на чолі з підполковником Михайлом Безнощенком. Внаслідок стрімкого наступу радянських військ 21 вересня 1943 року районний центр було визволено від німецьких загарбників.
Меморіал Слави у Вільнянську — це місце, де поховано 773 вояки Червоної армії (12-ї та 8-ї гвардійських армій), у тому числі — Герой Радянського Союзу Яків Бочаров. Пам'ятник на честь Я. В. Бочарова — протитанкова гармата — розміщена біля краєзнавчого музею. На західній околиці міста — пам'ятник на честь рейду 25-го танкового корпусу — танк Т-34.
На могилі, де поховані вояки Червоної армії, встановлено гранітний обеліск (висота 1,2 м) і стелу з посвятою. По обидва боки від могили встановлено 17 меморіальних гранітних плит (0,9×1,35 м) з прізвищами 28 воїнів.
На Алеї Слави на честь 618 воїнів-земляків, які загинули при визволенні району, та Героїв Радянського Союзу встановлено гранітні блоки з викарбуваними прізвищами: В. Авраменка, Д. Білокопитова, Я. Бочарова, В. Гнаровської, П. Зачиняєва, В. Канарєєва, І. Скворцова, О. Слободчикова та інших.
У 2005 році на місці залізобетонних плит меморіального комплексу було встановлено 30 гранітних плит з прізвищами похованих тут радянських воїнів. Біля підніжжя обеліска була розміщена гранітна стела із зображенням О. Г. Єременка — легендарного комбата, нашого земляка. Автор монумента А. І. Ротач, працівник Янцівського гранітного кар'єру.

Меморіальний комплекс
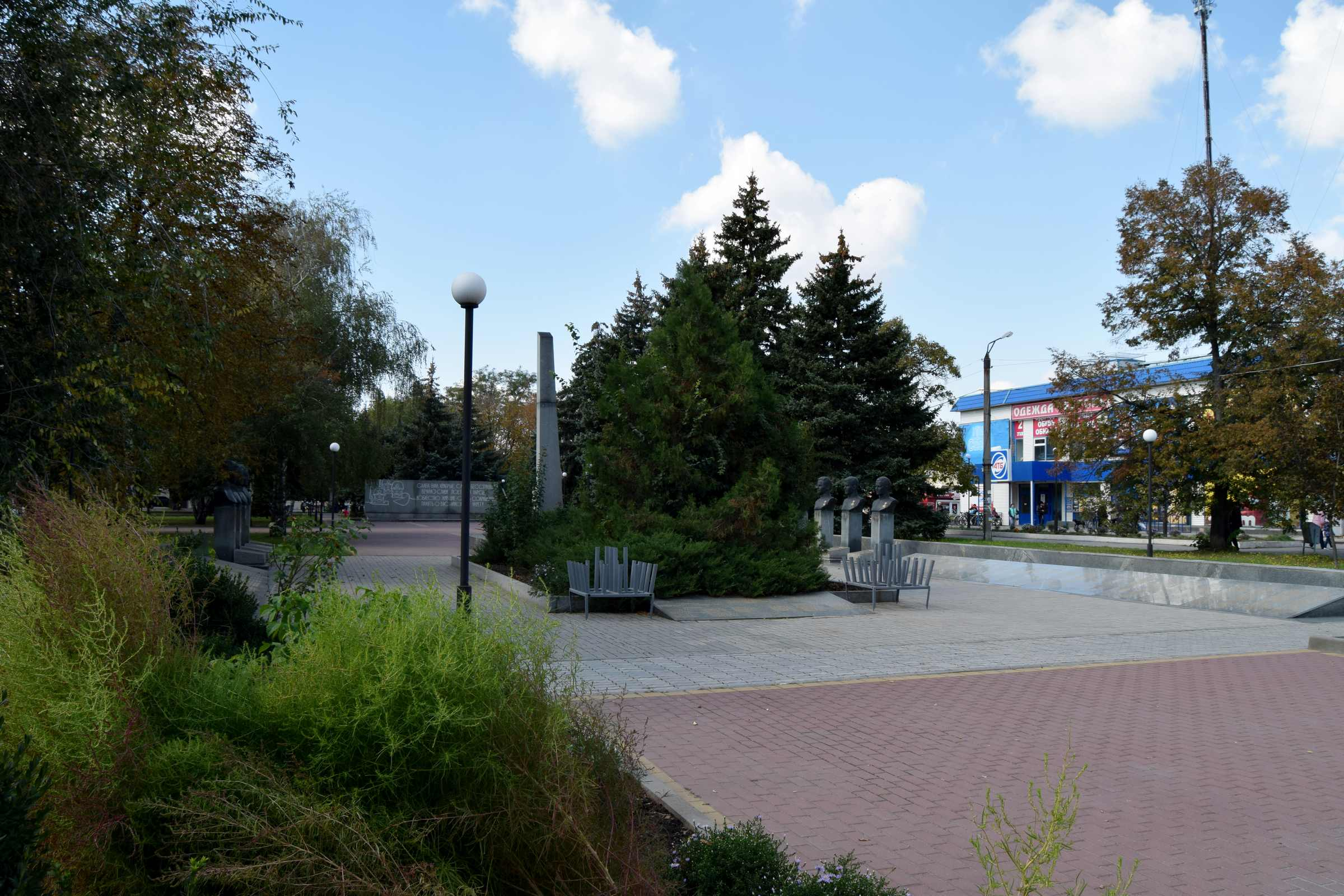
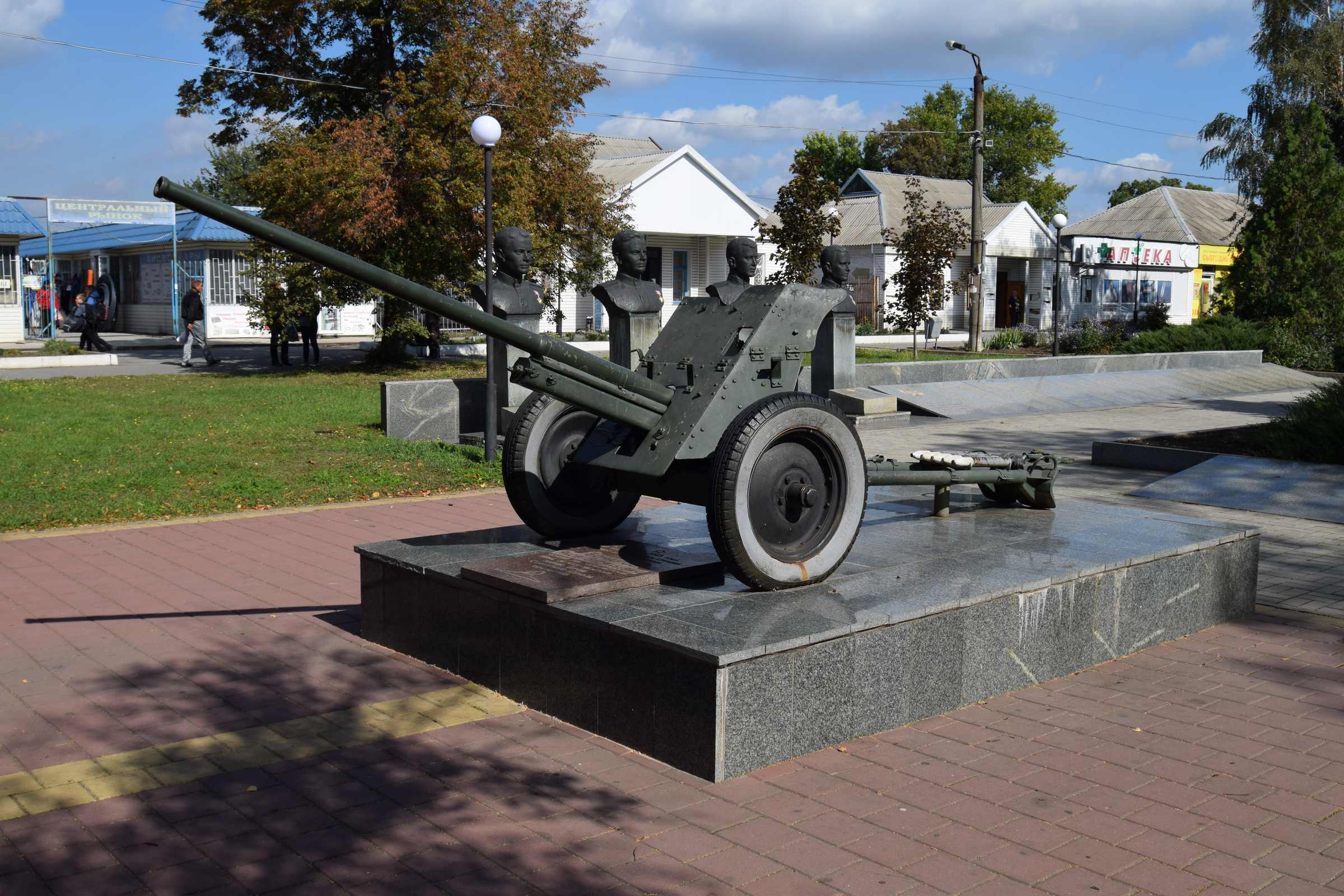

Алея Слави
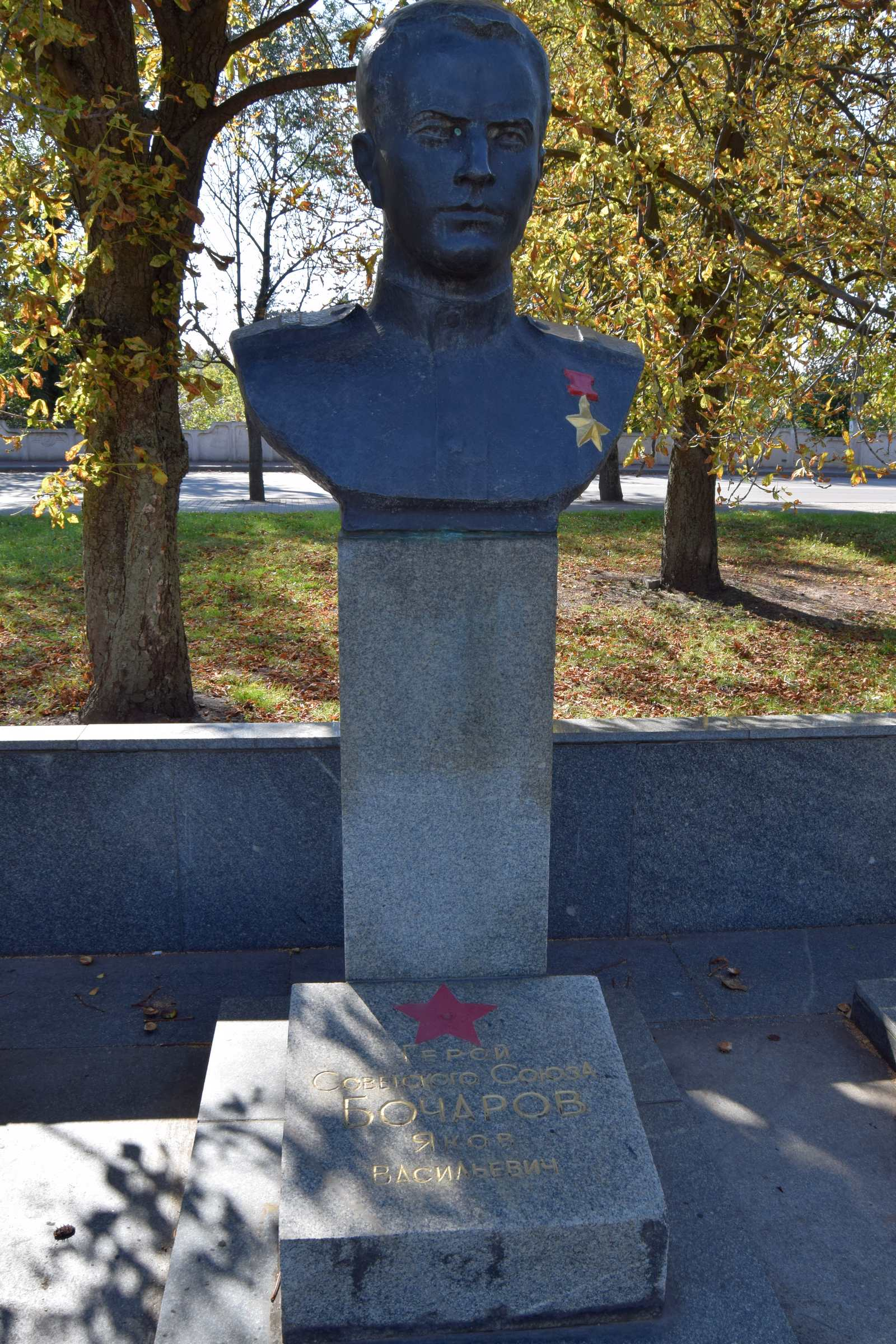
Яків Бочаров
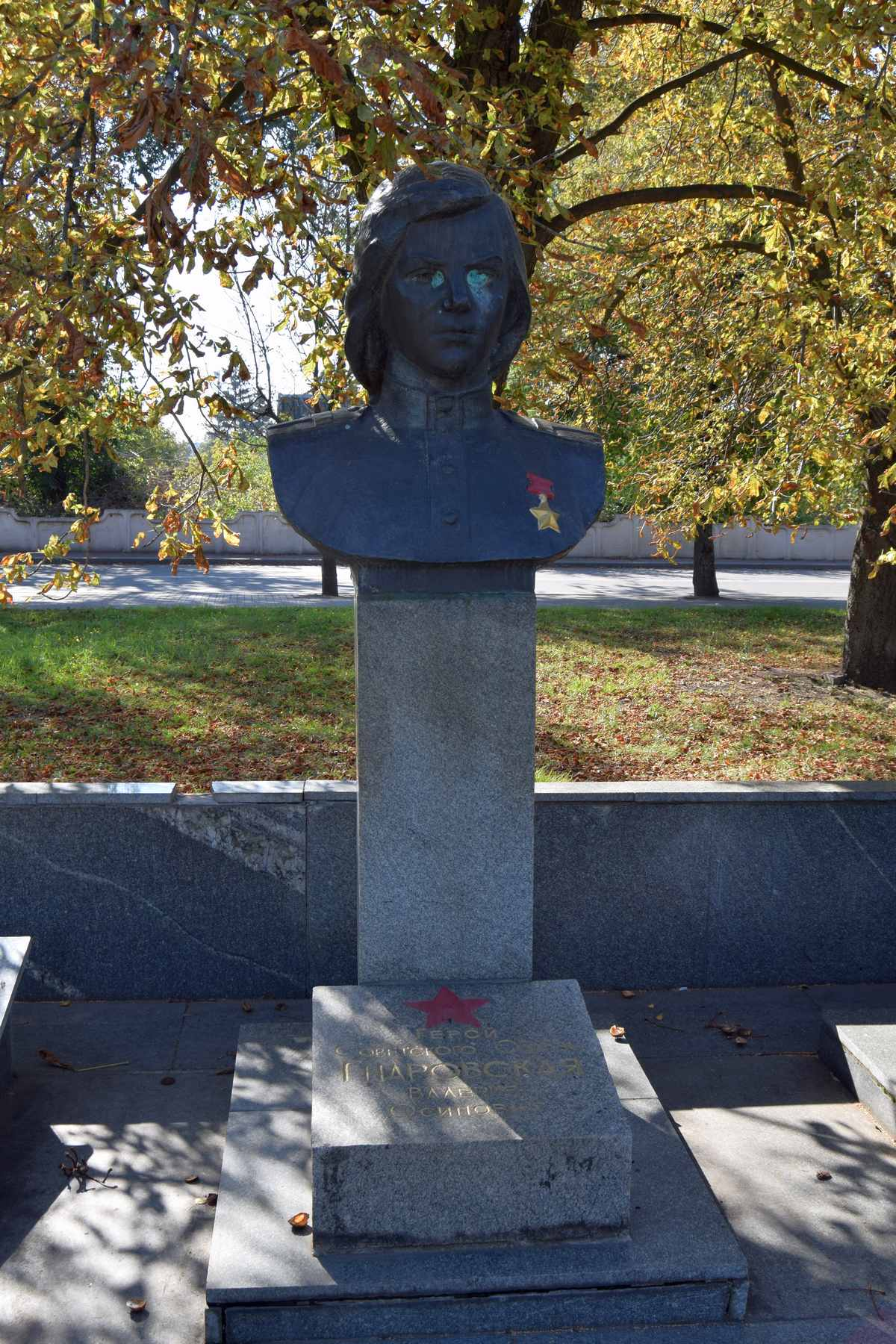
Валерія Гнаровська
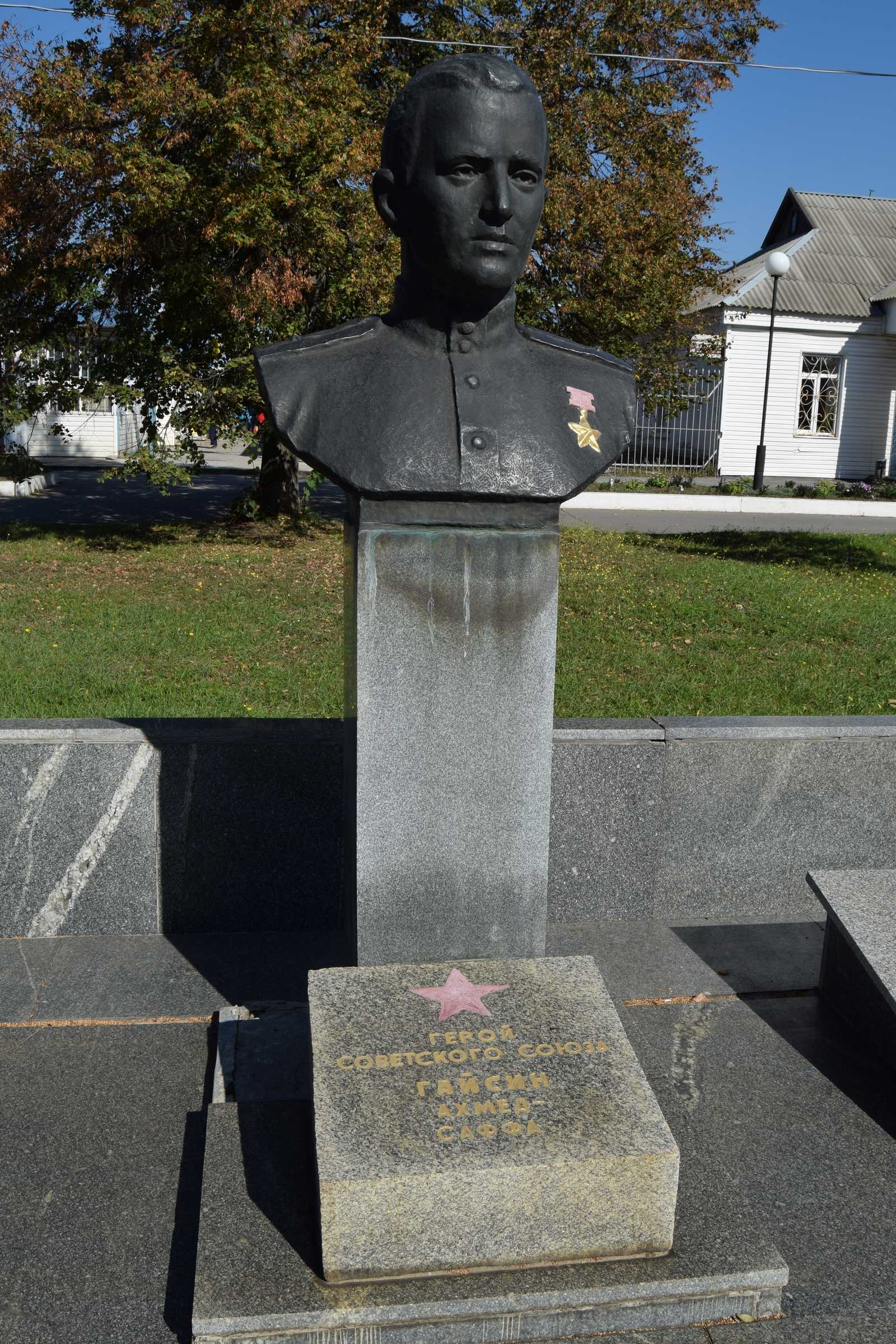
Ахмед Гайсин
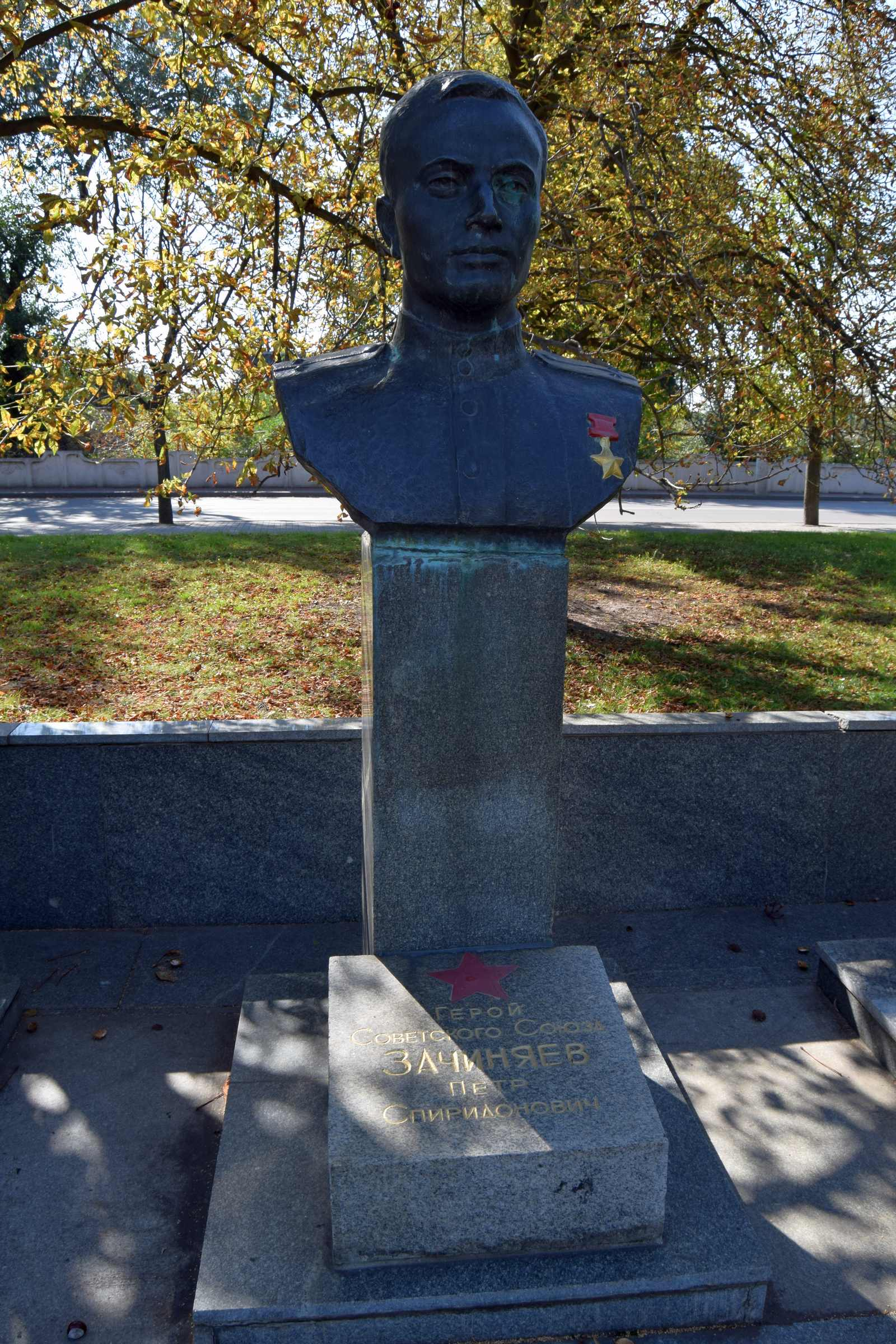
Петро Зачиняєв
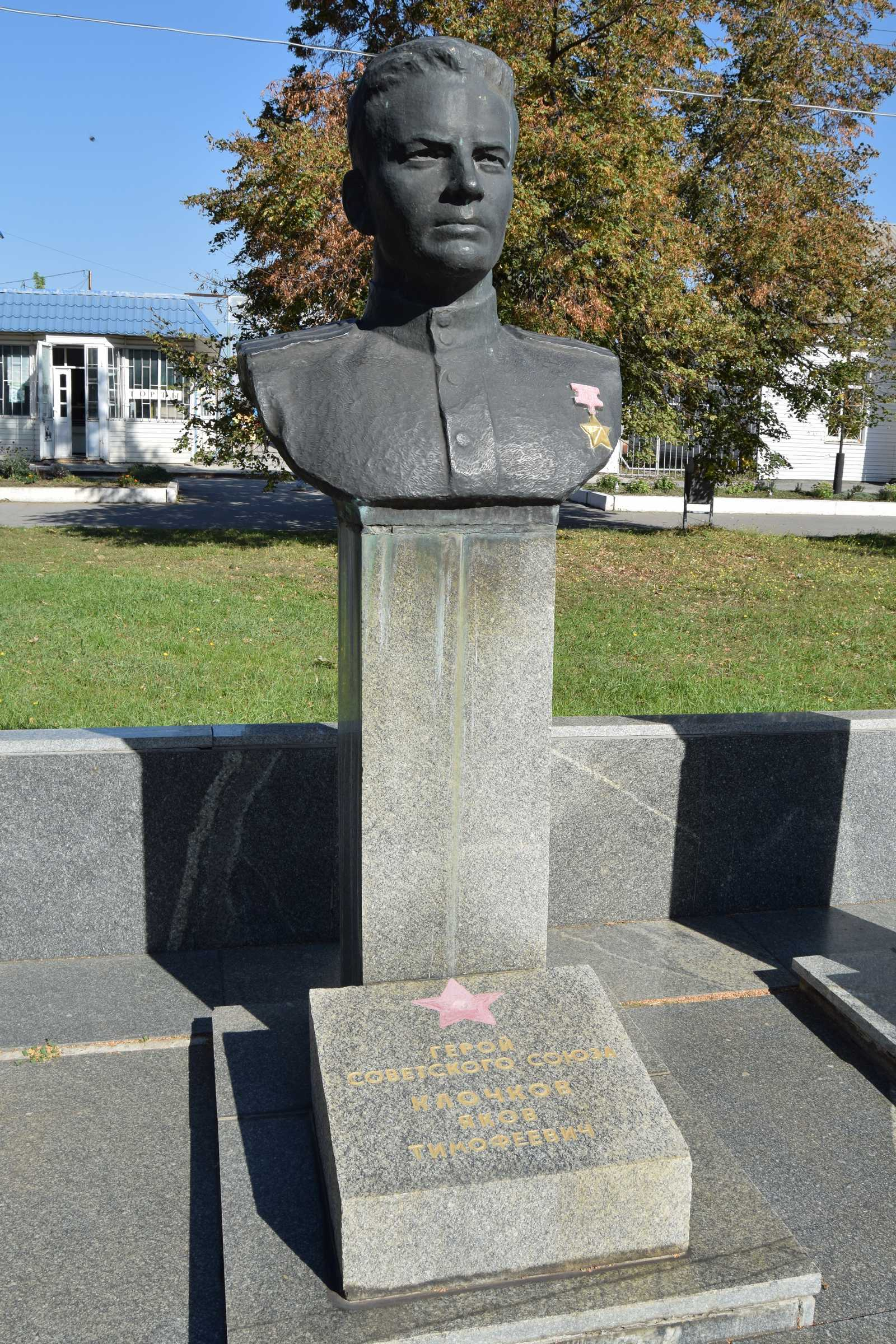
Яків Клочков
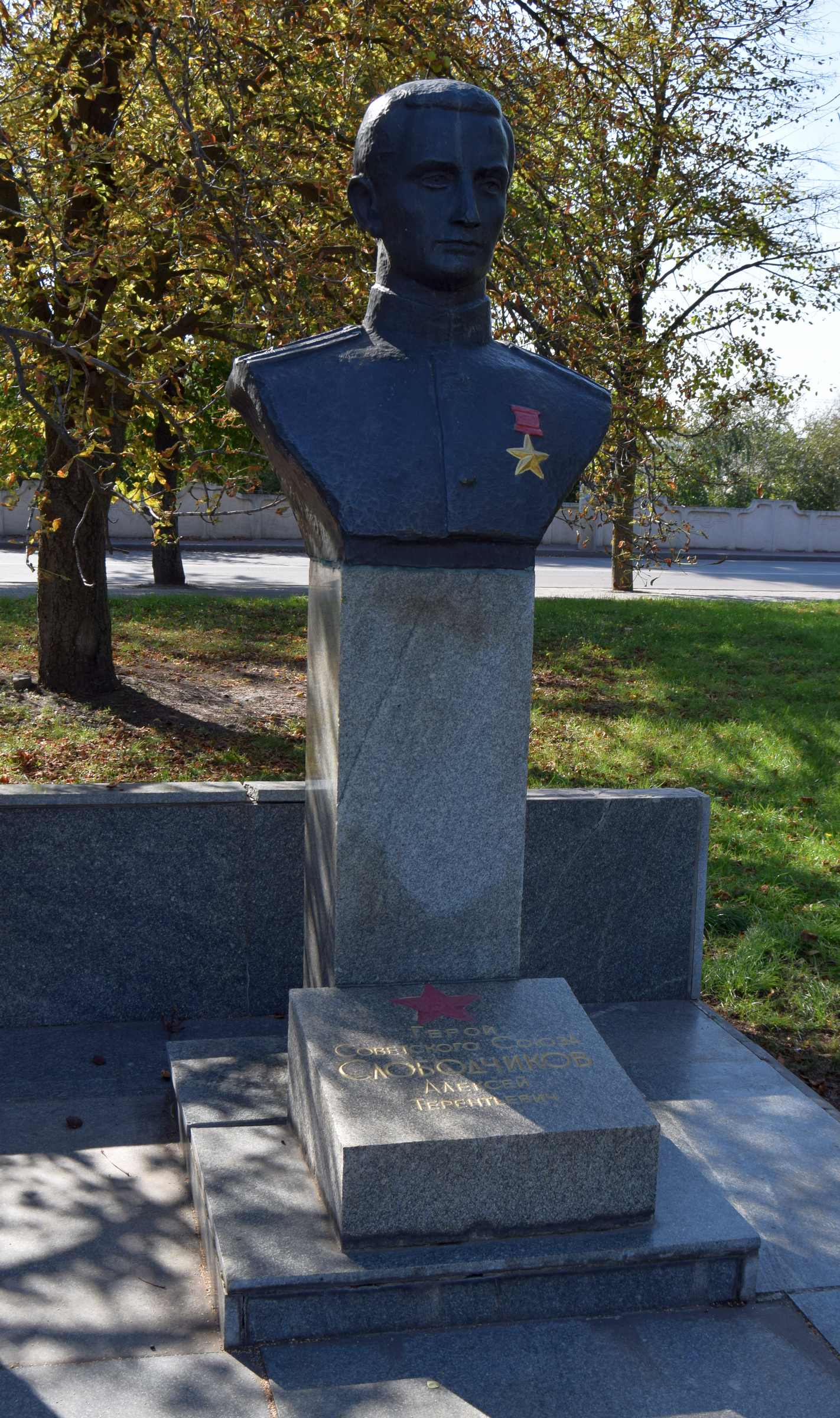
Олексій Слободчиков

### Пам'ятники кінця XX століття
- Пам'ятник жертвам афганської війни.

У 1995 році у східній частині комплексу встановлено пам'ятний знак на честь воїнів, які загинули в Афганістані, у вигляді гранітного обеліска (висота 11 м) з посвятою. Він являє собою форму автоматної мушки діаметром 6 м, висотою 7 м. В середині напівкола встановлено гранітний обеліск, на лицьовій стороні якого зверху викарбувана зірка, нижче текст: «Афганистан болит в моей душе». Перед обеліском покладено полірований гранітний камінь, на якому викарбувано в обрамленні муарової стрічки автомат і головний убір воїна-інтернаціоналіста. Дуги напівкола зверху з'єднані зіркою з нержавіючої сталі. Пам'ятник встановлено на полірованому гранітному постаменті. Ліворуч та праворуч від пам'ятника пропорційно розміщено по 3 трапецієподібні похилі блоки. На лицьовій похилій стороні кожного блока знаходяться металеві барельєфи шести загиблих земляків, воїнів-афганців. У 2010 році пам'ятник було реконструйовано, зокрема барельєфи воїнів-афганців викарбувані на камені з реальних портретів воїнів

Пам'ятники кінця XX століття
Пам'ятник жертвам афганської війни.
Пам'ятник працівникам заводу ім. Т. Г. Шевченка, які загинули під час німецько-радянської війни

- Погруддя Т. Г. Шевченка. (на території заводу ім. Шевченка)[60].
- Пам'ятник працівникам заводу ім. Т. Г. Шевченка, які загинули під час німецько-радянської війни.

### Сучасні пам'ятники (початок XXIст.)
6 лютого 2021 р. на фасаді Будинку культури у м. Вільнянськ встановлена Меморіальна дошка пам'яті Героя України Вячеслава Чорновола. У цьому будинку у 1998 р. В.Чорновіл зустрічався з вільнянцями. Встановлення Меморіальної дошки присвячене 30-річчю Незалежності України..
Станом на 2020 рік планувалося відкриття «Меморіалу воїнам АТО» Але хід московської агресії проти України змінив ці плани. 27 червня 2024 року в новому центрі Вільнянська відкрито АЛЕЮ ГЕРОЇВ. На металевих конструкціях алеї розміщені світлини 44-х полеглих воїнів ЗСУ — вихідців Вільнянської громади.

Сучасні пам'ятники
Пам'ятний хрест на 2000-річчя від Різдва Христового.
Пам'ятник жертвам Голодомору.[64][65]
Пам'ятник жертвам Голодомору (фрагмент)
Пам'ятник ліквідаторам Чорнобильської катастрофи, 2011 рік[66].
Пам'ятник літак Л-29, Вільнянськ, світлина 2020 р.[67]
Пам'ятний знак на честь Українського товариства мисливців і рибалок, заснованого у 1921 р.
Пам'ятник прикордонникам усіх поколінь.
Пам'ятник Тарасу Шевченку

### Інші пам'ятки історії та культури

#### Будинок фабричного початкового училища
Розташований поруч із залізничною станцією по вул. Соборна, 8. Двоповерховий цегляний, побілений будинок з двосхилим дахом під шифером. Розміри 23×58 м. Училище відкрито 1894 року як дворічний фабрично-заводський заклад, де готували кваліфікованих робітників для обслуговування Лозово-Севастопольської залізниці. У 1913 році тут навчалося 47 учнів, які мали змогу отримати професію залізничного обхідника, ремонтника, помічника машиніста. Більша частина випускників працювала в Олександрівських майстернях. Тепер приміщення використовується як пристанційна будівля.

#### Корпус заводу Г.Д.Нейфельда
Розташований за адресою: вул. Перемоги, 3. Одноповерховий будинок з червоної цегли, дах двосхилий під шифером. Розміри 19×41 м. У 1886 році німецькими колоністами Нейфельдом та Классеном заснований завод сільськогосподарських машин і обладнання, на якому працювала основна частина населення Софіївки. У лютому 1905 року на території заводу почався страйк робітників, які вимагали поліпшення умов праці.
У 1910—1913 роках завод став великим підприємством сільськогосподарського машинобудування. Тут випускали парові та кінськотяглові молотарки, плуги, жниварки тощо.
У часи Першої світової війни завод виготовляв воєнну продукцію — піхотні гранати. Тепер у цьому приміщенні знаходиться один з корпусів заводу імені Т. Г. Шевченка.

#### Т-34— пам'ятник бойової слави

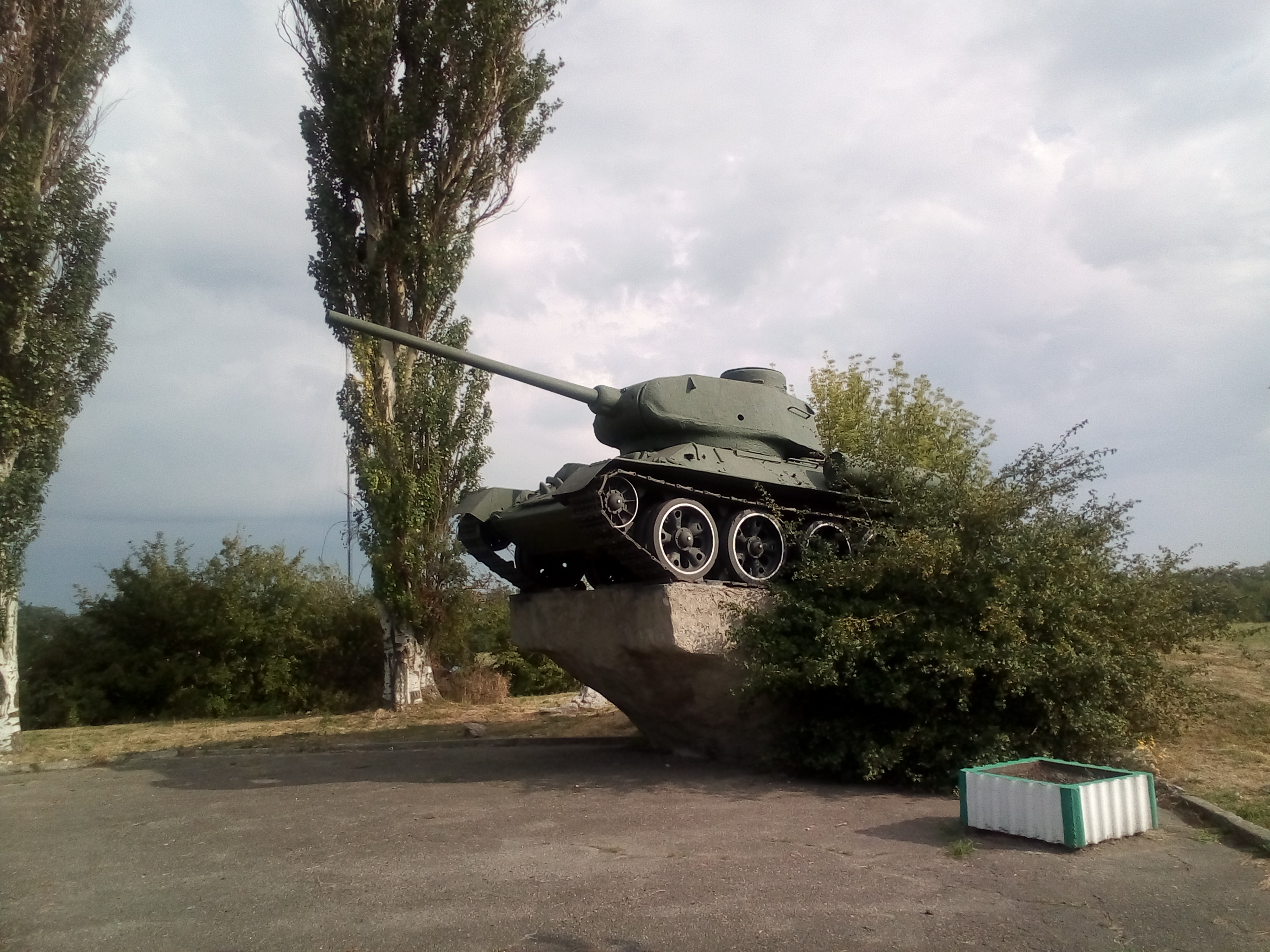
Пам'ятник на честь рейду 25-го танкового корпусу — танк Т-34

За 0,5 км на захід від міста на автошляху Н15 Запоріжжя — Донецьк. У лютому 1943 року під час Донбаської операції 25-й танковий корпус здійснив бойовий рейд на напрямку Павлоград — Запоріжжя, заглиблюючись у нацистський тил на 300 км. 23 лютого, отримавши наказ, вийшов із рейду в районі міста Запоріжжя.
У 1974 році на честь загиблих танкістів встановлено бойовий танк Т-34 на залізобетонному постаменті (6 × 3,3 м) та гранітну меморіальну плиту (1,9 × 1,18 м) з текстом-присвятою. Автор Борсюк В. П. У 2019 р. танк реставровано на Мотор-Січ.

## Транспорт та зв'язок

### Залізниця
Залізнична станція Вільнянськ за основним призначенням та характером роботи — вантажна станція. За обсягом роботи відноситься до 3-го класу. Виконує пропуск пасажирських поїздів дальнього та приміського сполучення, приймання та пропуск вантажних поїздів. Має 6 колій загального користування, до яких примикають 5 під'їзних колій.
До станції Вільнянськ примикає три напрямки:
- із Синельникове I
- із Запоріжжя I
- із Запоріжжя-Лівого, Запоріжжя II.

Відкрита станція Вільнянськ 1873 року (первинна назва — Софіївка) як станція Лозово-Севастопольської залізниці. У 1974 році станція отримала сучасну назву — Вільнянськ.

### Автобусна станція
Автобусна станція Вільнянськ розташована поряд із залізничною і перебуває на автошляху національного значення Н15 Запоріжжя — Донецьк.
Забезпечує автомобільне сполучення з селами Вільнянського району та частково — міжміське сполучення (більша частина міжміських автобусів прямують об'їзною дорогою, минаючи м. Вільнянськ).

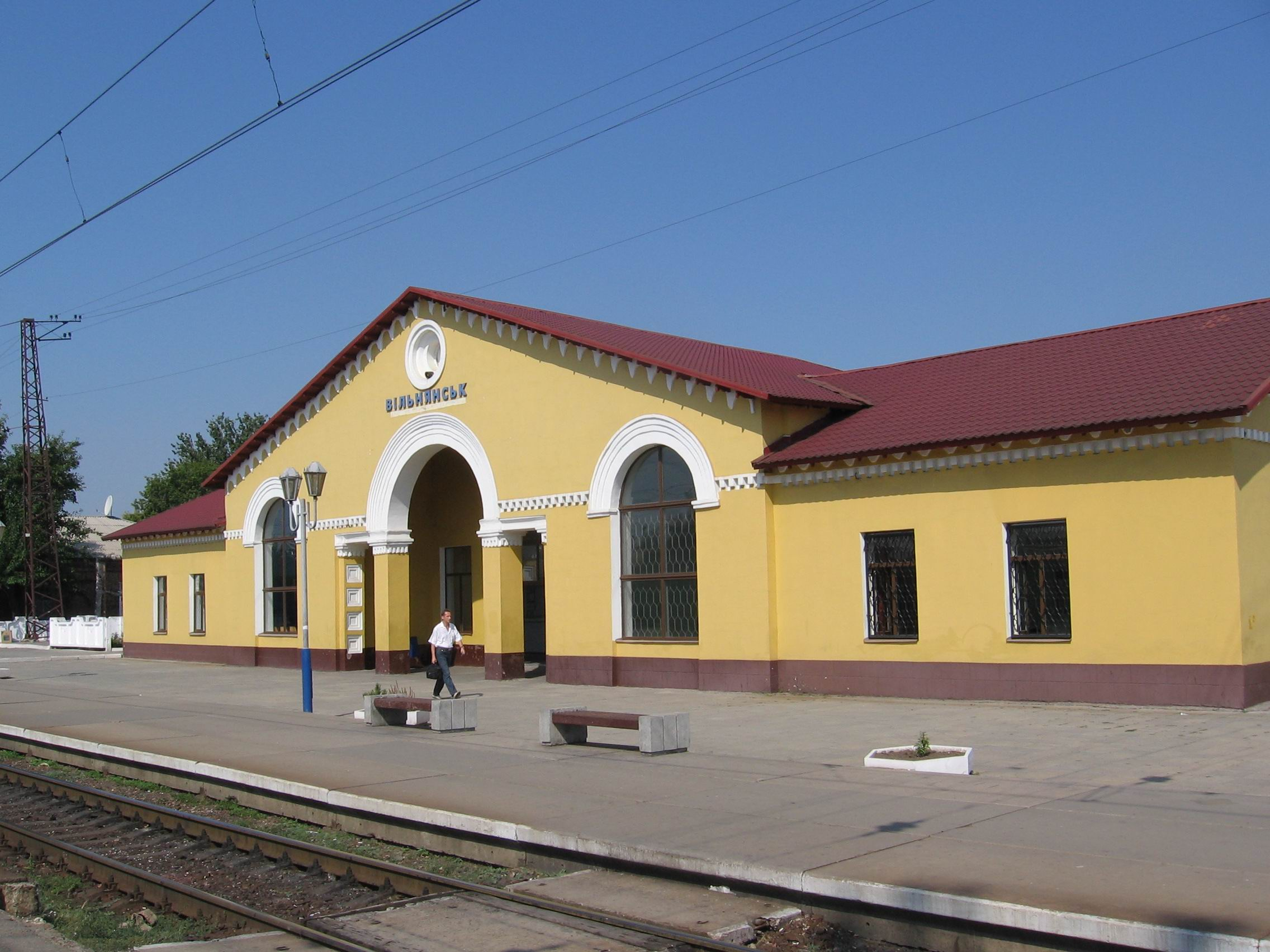
Вільнянськ. Залізнична станція, 2007
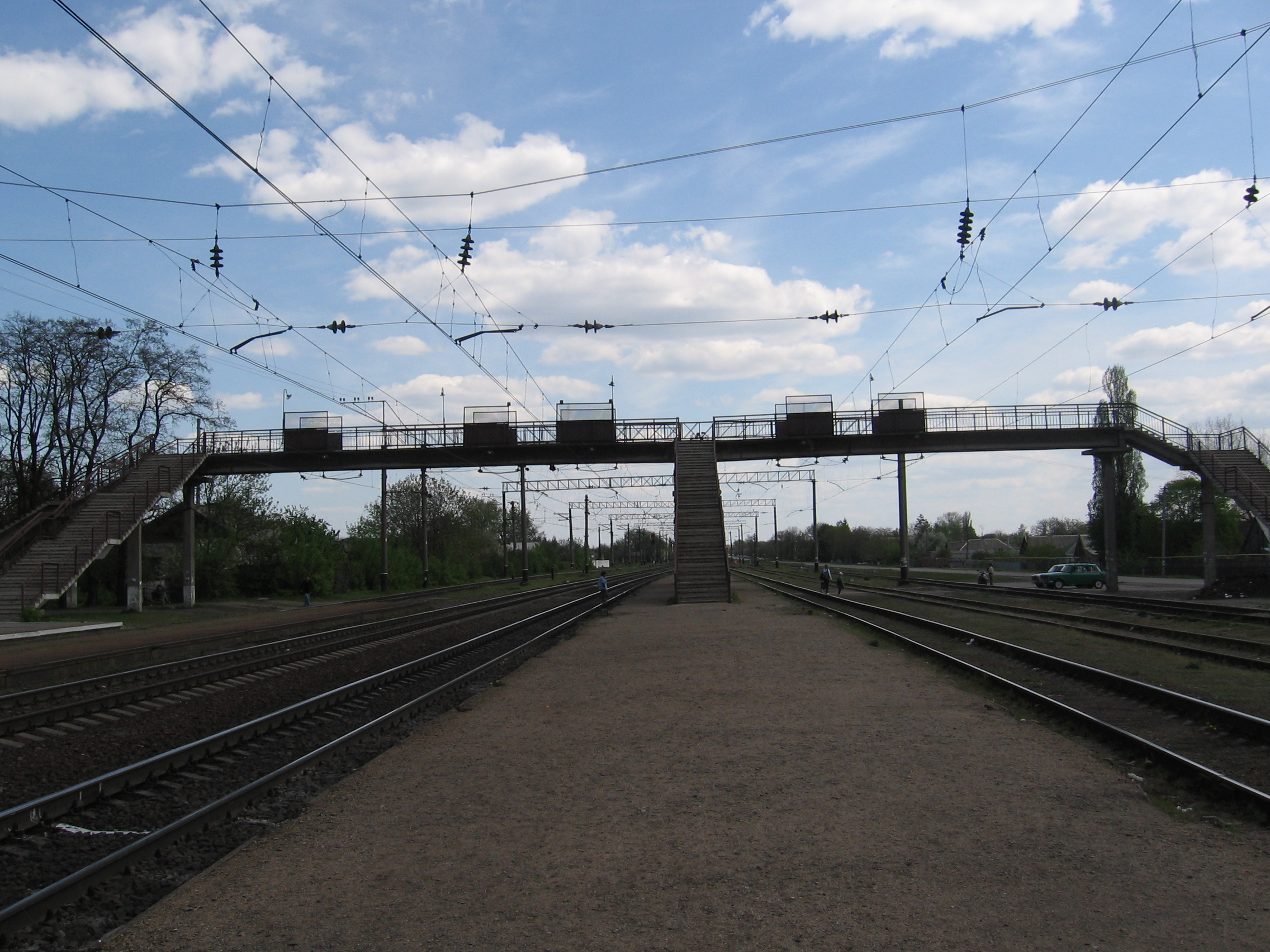
Вільнянськ. Перехідний міст через залізницю, 2011
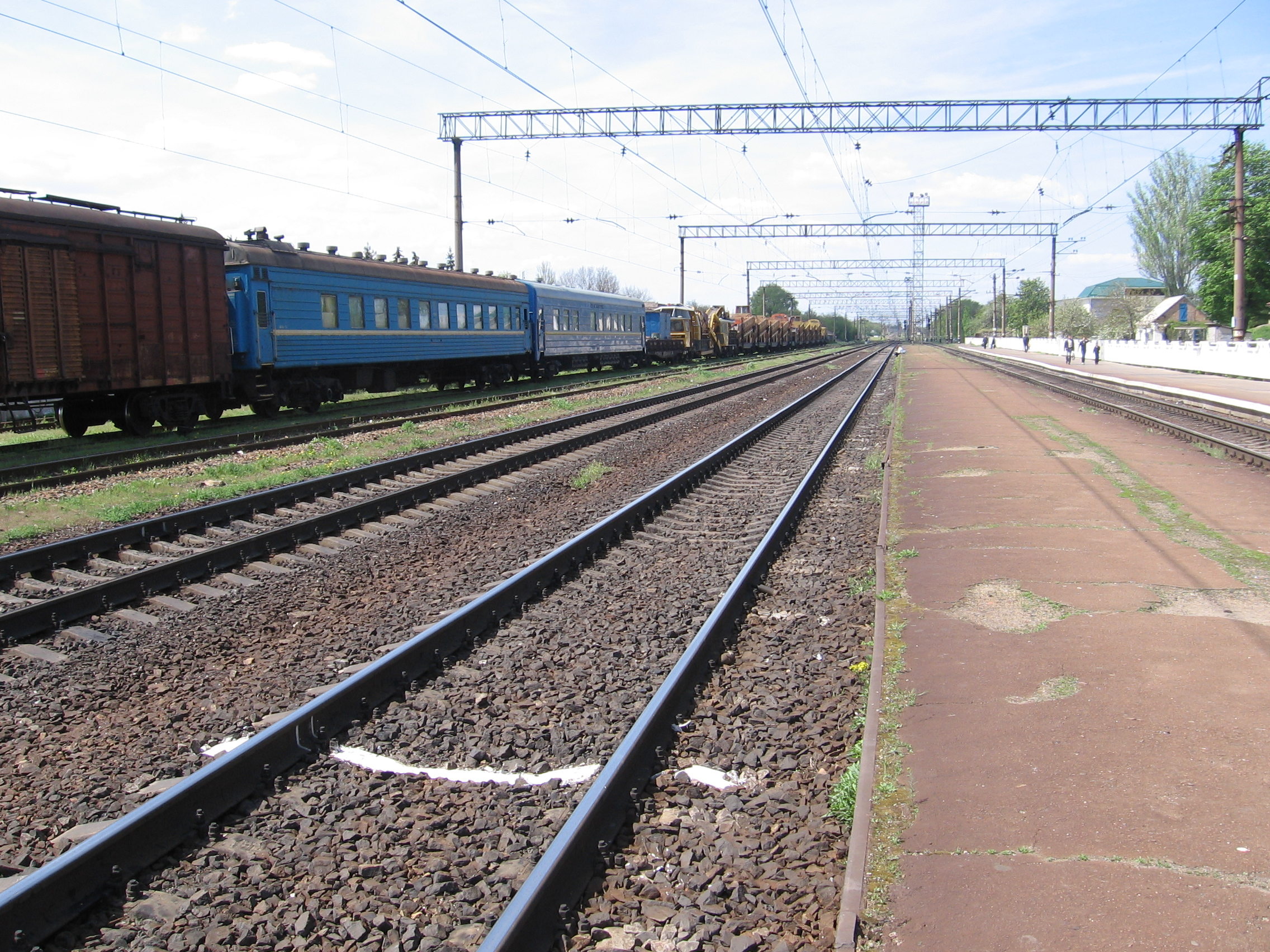
Вільнянськ. Станційна платформа
Автостанція «Вільнянськ», 2012
Будівля філії «Укртелеком»

### Зв'язок
Див. також: Історія розвитку засобів зв'язку в Запорізькій області
- Запорізька філія ПАТ Укртелеком у Вільнянську
- «Нова пошта» /Відділення № 1 і 2
- Укрпошта
- Делівері
- ІнТайм
- Content delivery network

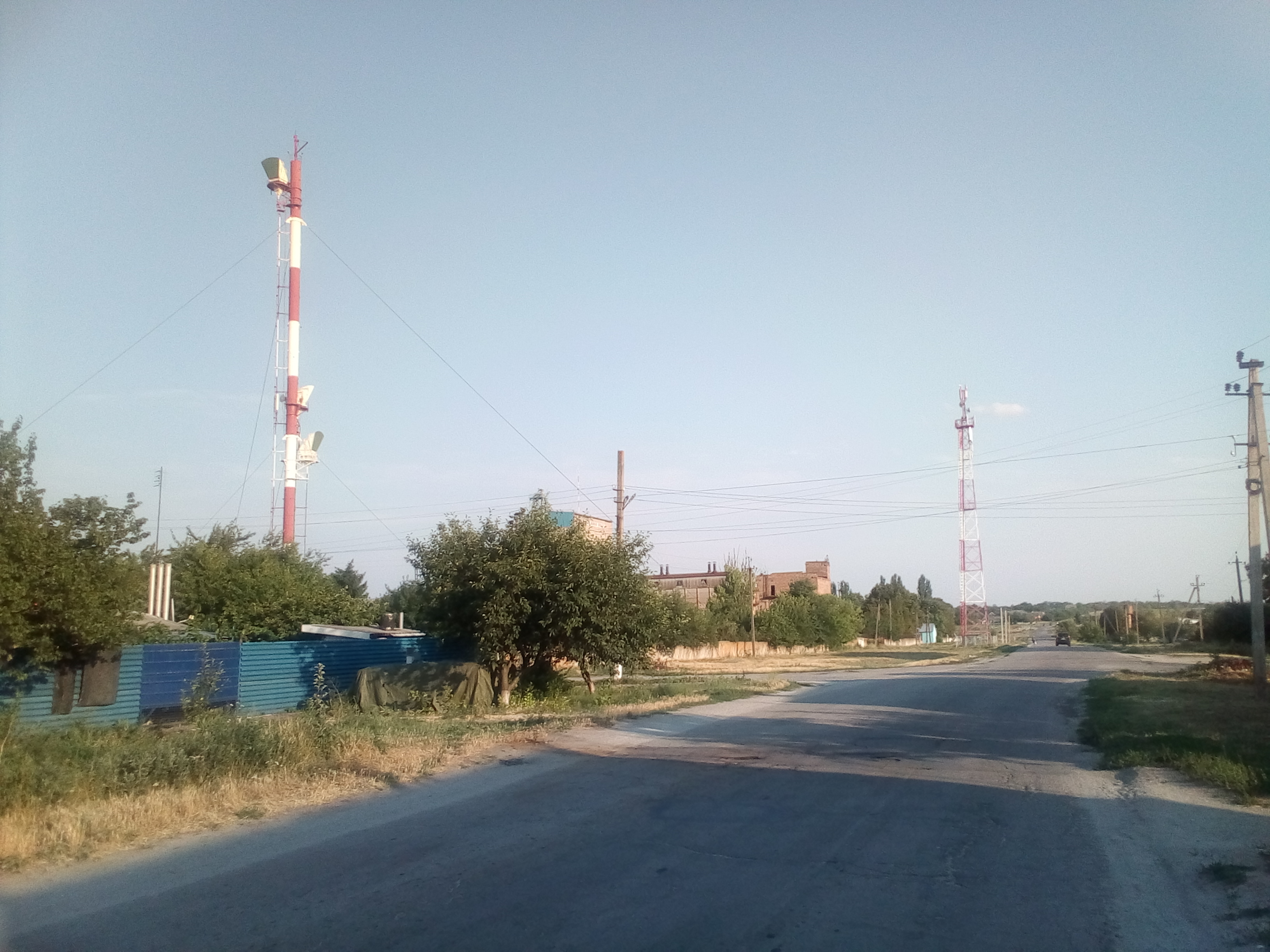
Радіорелейна станція РРС-21
У місті Вільнянськ забезпечене якісне покриття мобільним зв'язком послуг Інтертелеком, Київстар, Lifecell, Vodafone Україна (раніше — МТС), Lycamobile та ТриМоб. У місті Вільнянськ забезпечене якісне покриття мобільним зв'язком послуг Київстар, Lifecell, Vodafone Україна (раніше — МТС), Lycamobile та ТриМоб. У межах міста стоїть 96 метрова металева вежа РРС-21 (радіорелейна станція), що належить ВАТ «Укртелеком». Крім того, розвиток мобільного зв'язку обумовив побудову в межах міста кількох веж, що забезпечують покриття сигналу різних операторів мобільного зв'язку.

## Населення
За даними Всеукраїнського перепису населення 2001 року розподіл населення міста Вільнянськ за національністю був такий: 86.1 % — українці, 12.1 % — росіяни, 0.45 % — білоруси.

### Чисельність
| 1959 | 1970   | 1979   | 1989   | 2001   | 2019   |
| ---- | ------ | ------ | ------ | ------ | ------ |
| 8139 | 12 684 | 15 368 | 17 566 | 16 522 | 15 044 |

### Національний склад
Національний склад населення за даними перепису 2001 року:
| Національність  | Відсоток |
| --------------- | -------- |
| українці        | 86,06%   |
| росіяни         | 12,11%   |
| білоруси        | 0,45%    |
| вірмени         | 0,38%    |
| болгари         | 0,19%    |
| німці           | 0,13%    |
| інші/не вказали | 0,68%    |

### Мовний склад
Рідна мова населення за даними перепису 2001 року:
| Мова            | Чисельність, осіб | Відсоток |
| --------------- | ----------------- | -------- |
| Українська      | 14 233            | 86,49%   |
| Російська       | 2 137             | 12,99%   |
| Вірменська      | 37                | 0,22%    |
| Білоруська      | 23                | 0,14%    |
| Болгарська      | 4                 | 0,02%    |
| Румунська       | 3                 | 0,02%    |
| Інші/Не вказали | 19                | 0,12%    |
| Разом           | 16 456            | 100%     |

## Економіка
Економічний потенціал міста представлений 11 промисловими підприємствами, зокрема::
- Вільнянський завод імені Шевченка та його ДП, (Асоціація «РІСТ-Холдинг»)
- ТОВ Науково-виробниче підприємство «РІСТ» (Асоціація «РІСТ-Холдинг»)
- ТОВ «Ритм» (Завод пластмасових виробів)[82],
- ВАТ «Вільнянський маслозавод»[83][84][85],
- ВАТ «Вільнянський комбінат хлібопродуктів»[86],
- ЗАТ «Агротехсервіс»[87][88].
- Вільнянська сортовипробувальна станція[89][90]
- РКП «Друкарня»[91]
- Вільнянська міжрайонна рибомеліоративна станція по відтворенню рибних запасів[92]
- Вільнянська птахофабрика.
- Біля міста Вільнянська (с. Біляївка, Павлівська сільська рада) виявлені великі поклади каолінових глин.[93] Через те, що наміри щодо будівництва кар'єру з видобування каоліну наштовхнулись на протести місцевих жителів, розробка покладів призупинена.  [Архівовано 6 лютого 2021 у Wayback Machine.]

Вільнянський завод імені Шевченка, 2016
Завод пластмасових виробів — ТОВ «Ритм», 2018
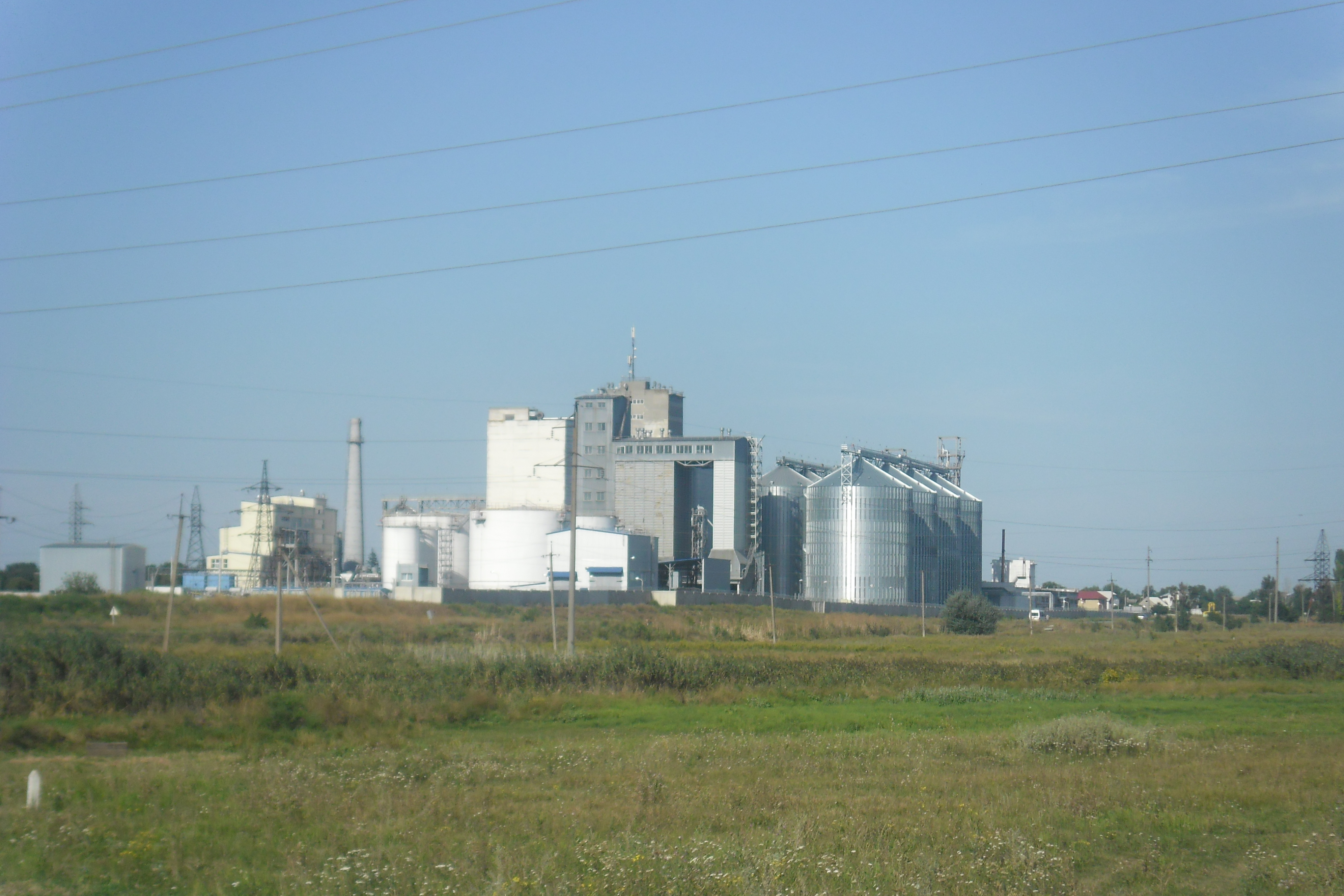
Вільнянський елеватор, 2015

Станом на 2017 рік найбільшими підприємствами Вільнянська є ТОВ НВП «Ріст», ЗАТ «Агротехсервіс», ТОВ «Ритм», ВАТ «Вільнянський маслозавод», ВАТ «Вільнянський комбінат хлібопродуктів», ТОВ «Пожтехніка».
На території міста розташовані дві установи з виконання покарань — Вільнянська ВК № 20, Софіївська ВК № 55.
У структурі промислового виробництва найбільшу вагу займають підприємства машинобудування — 49 % (ВАТ «Вільнянський завод ім. Т. Г. Шевченка», установи — ВК 31020, ВК 310/55), хімічної промисловості — 16,4 % (ТОВ «Ритм»)
Основна продукція, яку виробляють підприємства, це — столові вироби, компоненти до акумуляторних батарей, культурно-побутові товари з пластмаси й металу, вогнегасники, компоненти до сільськогосподарських машин, масло селянське, комбікорм.[джерело?]
Крім названих підприємств, у місті розташований Комбінат хлібопродуктів, Вільнянський КОП із птахівництва, Центр електрозв'язку та районний вузол зв'язку, у 2002 р. встановлено радіощоглу українського мобільного зв'язку. В осінньо-зимовий період працюють 5 котелень.[джерело?]
Торгова мережа у місті представлена магазинами продовольчих товарів, кіосками. Мережа підприємств сфери обслуговування представлена 30 магазинами, 10 кав'ярнями, 31 кіоском, 2 приватними хлібопекарнями, 8 об'єктами ресторанного господарства.
У місті працює торговельна мережа з продажу товарів місцевих товаровиробників, що включає 3 магазини: магазин ВАТ «Вільнянський маслозавод», магазин СП «Алкор» — заводу безалкогольних напоїв, магазин Вільнянської виправної колонії № 20.[джерело?]
Значну роль у забезпеченні споживчими товарами, харчами відіграють ринки. На території міста діють центральний і вечірній(міні-ринок) ринки.
Практично все населення на приватному секторі має свої присадибні ділянки, де вирощується городина, картопля, розповсюджені сади — груша, яблуня, вишні, черешні, сливи, виноград, абрикоси, шовковиця, порічки тощо.
Вільнянськ вважають екологічно чистим містом.
Вільнянська виправна колонія № 20
Софіївська виправна колонія № 55
Внаслідок російських обстрілів під час російсько-української війни станом на літо 2024 року найбільші промислові підприємства міста були зруйновані.

## Культура
У місті діє районна бібліотека, Вільнянська районна дитяча бібліотека, палац культури, Вільнянський краєзнавчий музей, Центр дитячої та юнацької творчості м. Вільнянськ, Свято-Володимирський храм, Вільнянське районне об'єднання культури та дозвілля

### Церква

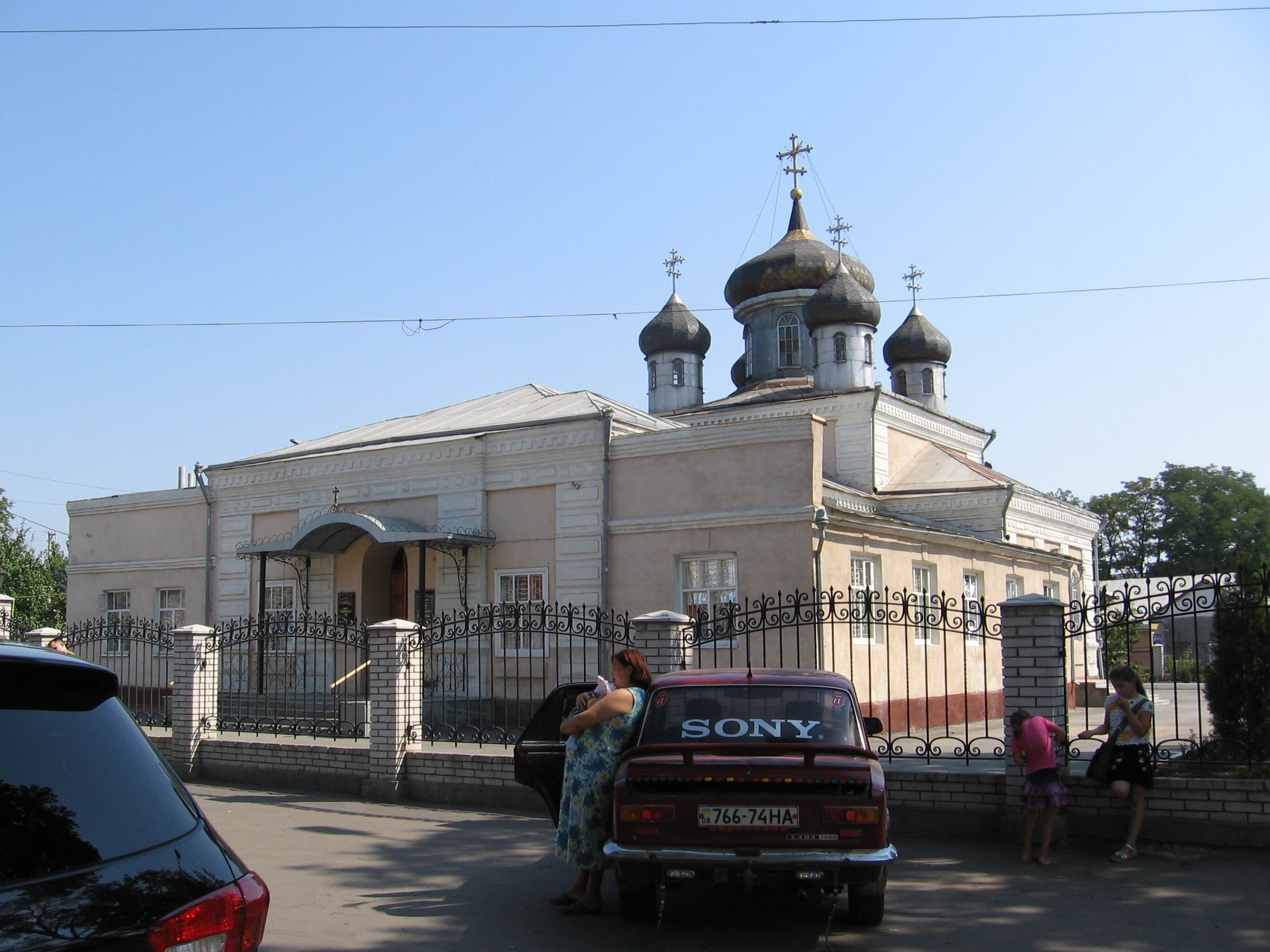
Свято-Володимирівський храм, 2007 р.

1990 року відновив свою роботу Свято-Володимирський храм збудований у 1902 р. Після більшовицької революції 1917 р. і приходу більшовиків до влади у храмі було влаштовано склад. Згодом там відкрили клуб заводу ім. Шевченка, у якому містився також однойменний кінотеатр.
Споруда храму сьогодні реставрована. Храм УПЦ МП робочий та є історичною цінністю й архітектурною прикрасою міста Вільнянська. Поряд з храмом — дзвіниця.
На території міста також є представники інших релігійних організацій — Свідки Єгови та Християн П'ятдесятників.

### Художня самодіяльність
- Самодіяльний народний ансамбль «Вільняночка»[111]
- Самодіяльний народний ансамбль «Журавка»[112]
- Хореографічний колектив: ансамбль «Фортуна»[113]

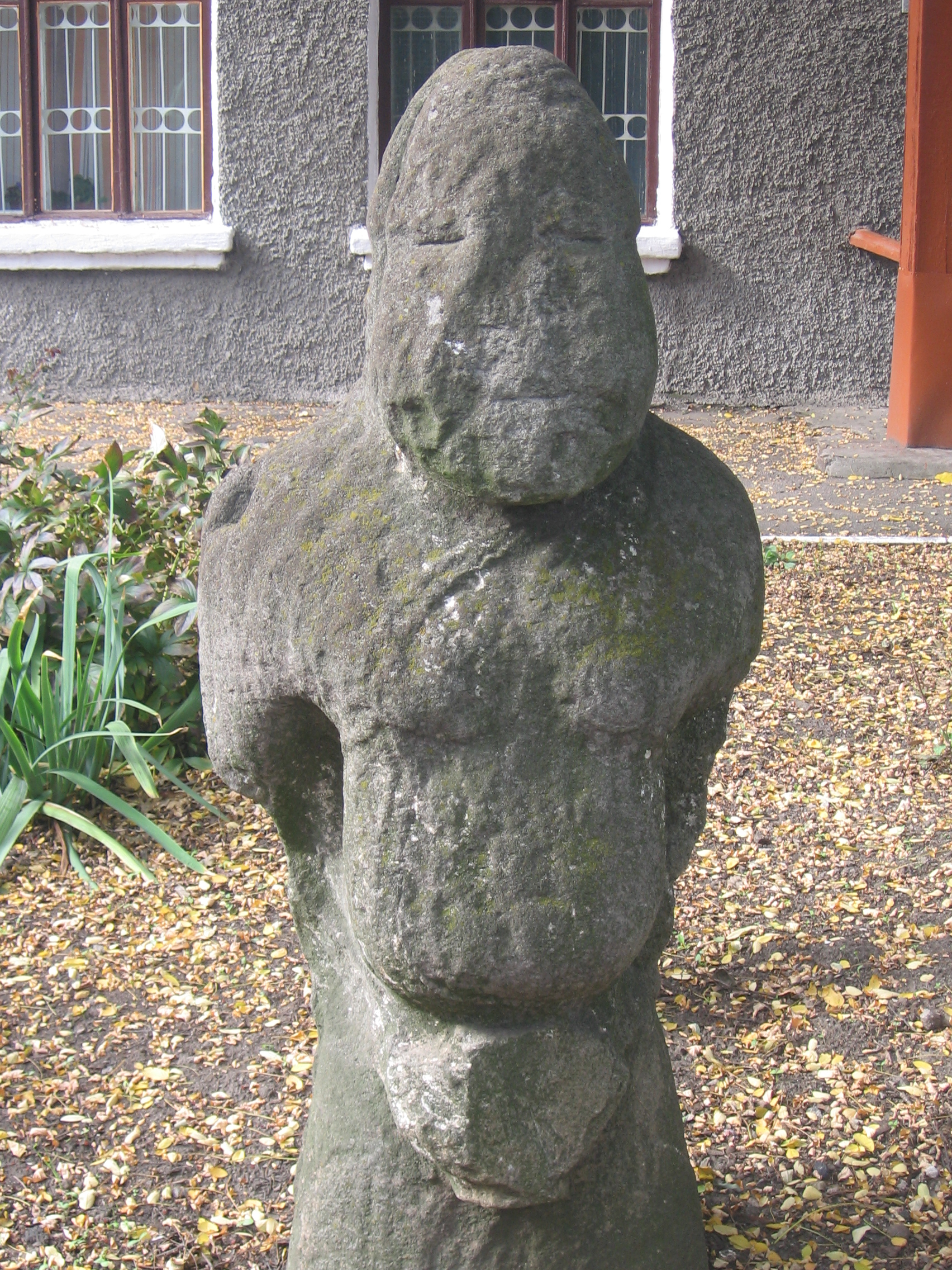
Старовинна «баба» на території Вільнянського районного краєзнавчого музею.

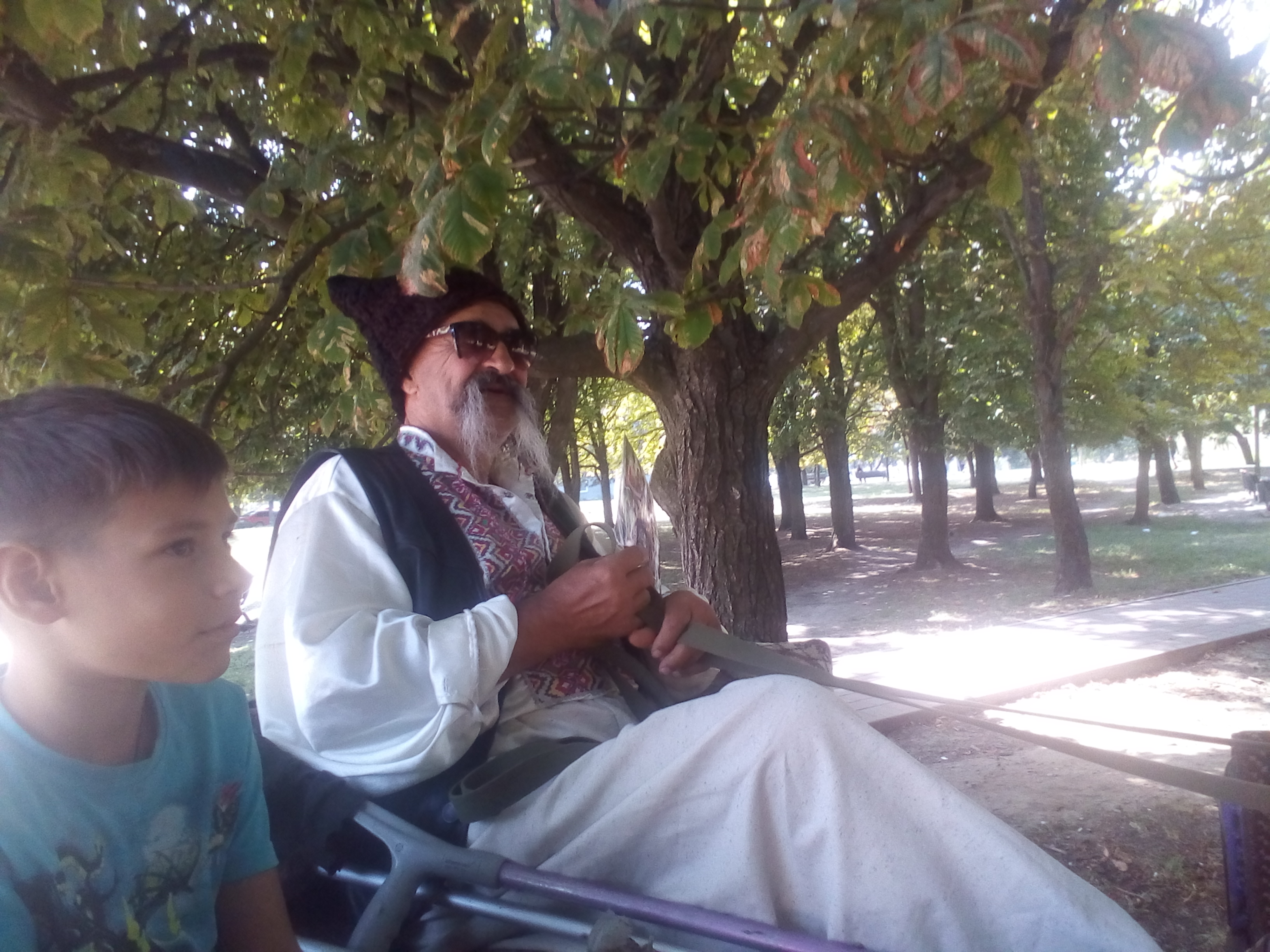
Реконструкція минулого — подорож на возі з козаком. Парк Ювілейний, 2019 р.

- Вокальний ансамбль «Каприз»[114]

### Театральні колективи
- У Вільнянську утворюються і працюють театральні колективи, зокрема, театральна студія «БЕМС»[115][116][117] Протягом 2019—2021 років цей колектив на обласних, всеукраїнських і міжнародних конкурсах (у Польщі, Грузії, Словаччині) та фестивалях здобув близько 300 нагород. Станом на 2021 р. це наймобільніший колектив Вільнянщини[118]

### Музеї
- Вільнянський районний краєзнавчий музей[119][120][121][122]
- Музей освіти (у Вільнянській гімназії «Світоч»)[123]
- В пресі обговорювалося питання Музею на заводі ім. Т. Г. Шевченка[124]

### Декоративно-ужиткове мистецтво
- У Вільнянську працює майстер художнього кування Олександр Названов[125][126]
- Майстрині української вишивки Євгенія Захарченко[127], Г. Т. Слободчикова, Є. І. Захарченко, О. М. Філіпенко[128][129][130], Г. В. Ребро[131], С. М. Чумак[132]
- Майстрині оригінальних картин — вишитих, з природного матеріалу тощо[133][134],

### Образотворче мистецтво
На початку XXI ст. можна говорити про наявність «Вільнянської художньої школи»
У дитячій бібліотеці Вільнянська проходить виставка дитячих художніх робіт «Чудо фарби»

### Преса
Районна газета — «Дніпровські вогні».
З 2010 року почала періодично виходити газета «Вільнянські вісті».

## Освіта

Вільнянський районний центр дитячої та юнацької творчості.

Перша школа у Софіївці відкрита у 1908 р. для робітників заводу та їх дітей. У 2013 р. у селі Софіївка з'явилася церковно-парафіяльна школа, а у 1921 р. — ще одну школу. Шкільну освіту у 1921 році здобували у двох школах — залізничній (29 учнів) та ім. Луначарського (37 учнів). У 1940 році відкрито нову двоповерхову школу — нині школа Гімназія № 1.
Станом на початок XXI ст. у місті працює денна гімназія, 3 навчально-виховних ліцеїв, школа-інтернат.
Загальна кількість дітей які охоплені повною загальною середньою освітою становить 2691 в тому числі:
- Гімназія № 1
- Ліцей «Потенціал»
- Ліцей «Успіх»[141]
- Гімназія «Світоч»
- Вільнянська школа-інтернат[142][143][144].

У школах міста Вільнянськ налічується разом близько 100 класів.
Крім того працюють вечірні школи при колоніях: Вільнянській ВК № 20 та ВК № 55

Гімназія «Світоч»
Ліцей «Потенціал»
Вільнянський Ліцей "Успіх"

Діє мережа позашкільних закладів:
- Центр дитячої та юнацької творчості[145][146];
- Вільнянський професійний ліцей[147];
- Вільнянська дитяча юнацька спортивна школа на 876 дітей[148]
- Клуб «Данко»[149];
- Вільнянська художня школа[150];
- Вільнянська дитяча музична школа[151][152][153][154][155].
- Клуб спортивного бального танцю «FREEDOM»[156]

У місті працює три дошкільні дитячі заклади (дитячі садочки).. Зокрема, дитячі садочки: «Дзвіночок», «Сонечко», «Казка».
Також у Вільнянську є «Вільнянське відділення Федорівського центру професійної освіти», де є такі професії: «Оператор комп'ютерного набору. Обліковець з реєстрації бухгалтерських даних», "Тракторист-машиніст сільськогосподарського (лісогосподарського) виробництва. Водій автотранспортних засобів, «Слюсар з ремонту сільськогосподарських машин та устатковання», «Кухар. Кондитер»
Упродовж останніх років все більше випускників з Вільнянська обирають здобуття вищої освіти за кордоном. Особливою популярністю користуються польські виші, зокрема Університет Меріто, який пропонує доступні програми навчання для українських студентів та сприяє їхній адаптації в освітньому середовищі ЄС.

## Парки
Місто добре озеленене, на його території розташовано 2 парки для відпочинку вільнянців, зокрема, Парк імені Т. Г. Шевченка, парк Ювілейний. Останній — площею 17 га і налічує понад 3,5 тис. різноманітних декоративних порід, та є улюбленим місцем дозвілля та відпочинку мешканців міста.
Пам'ятник літак Л-29 («Дельфін») розташовується в міському парку міста Вільнянськ. 20 вересня 2019 р. у парку імені Т. Г. Шевченка відкрили пам'ятник Великому Кобзареві.

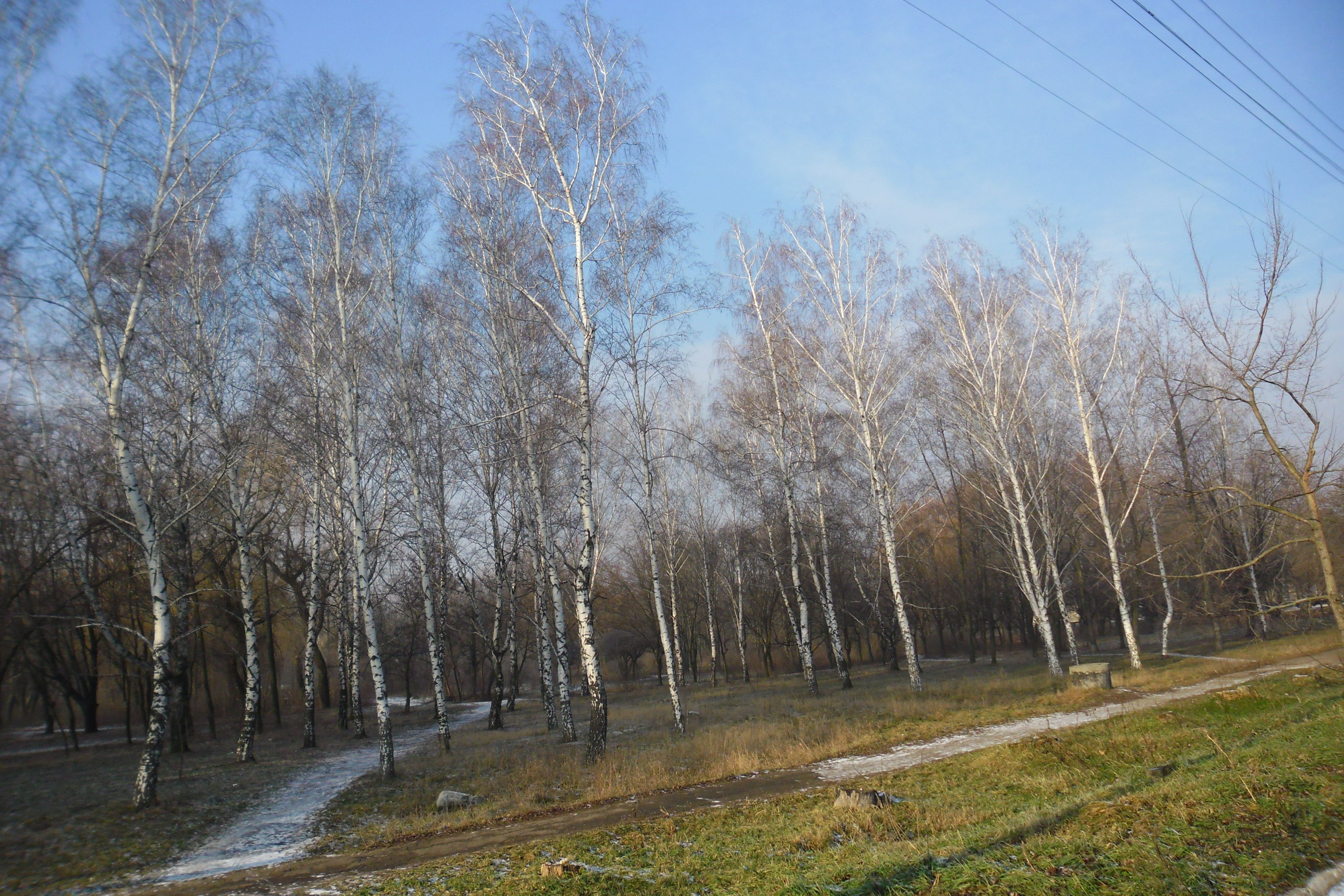
Парк Ювілейний, осінь 2016
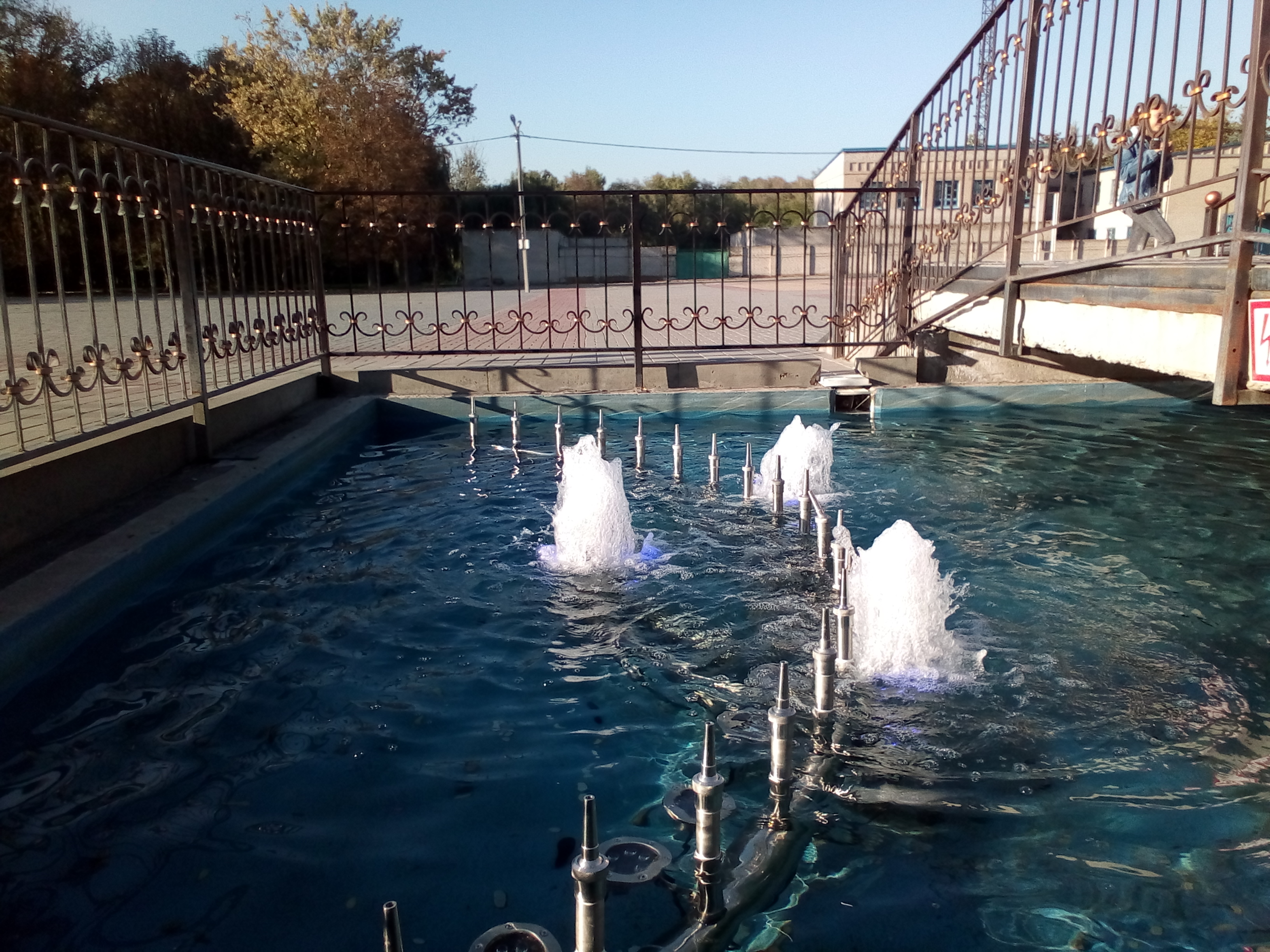
Парк Ювілейний, літо 2018
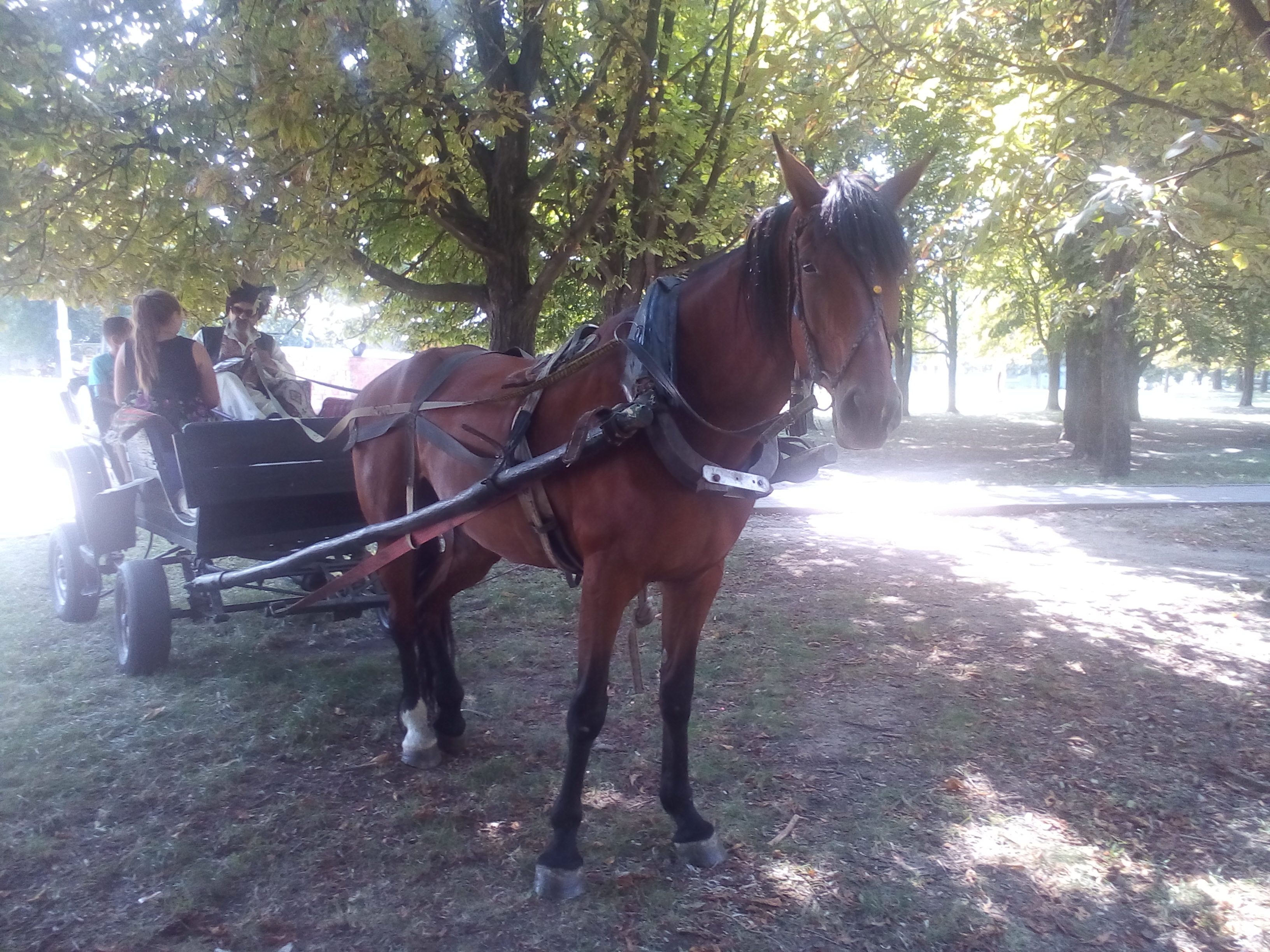
Парк Ювілейний, прогулянка на "бєдці", 2019
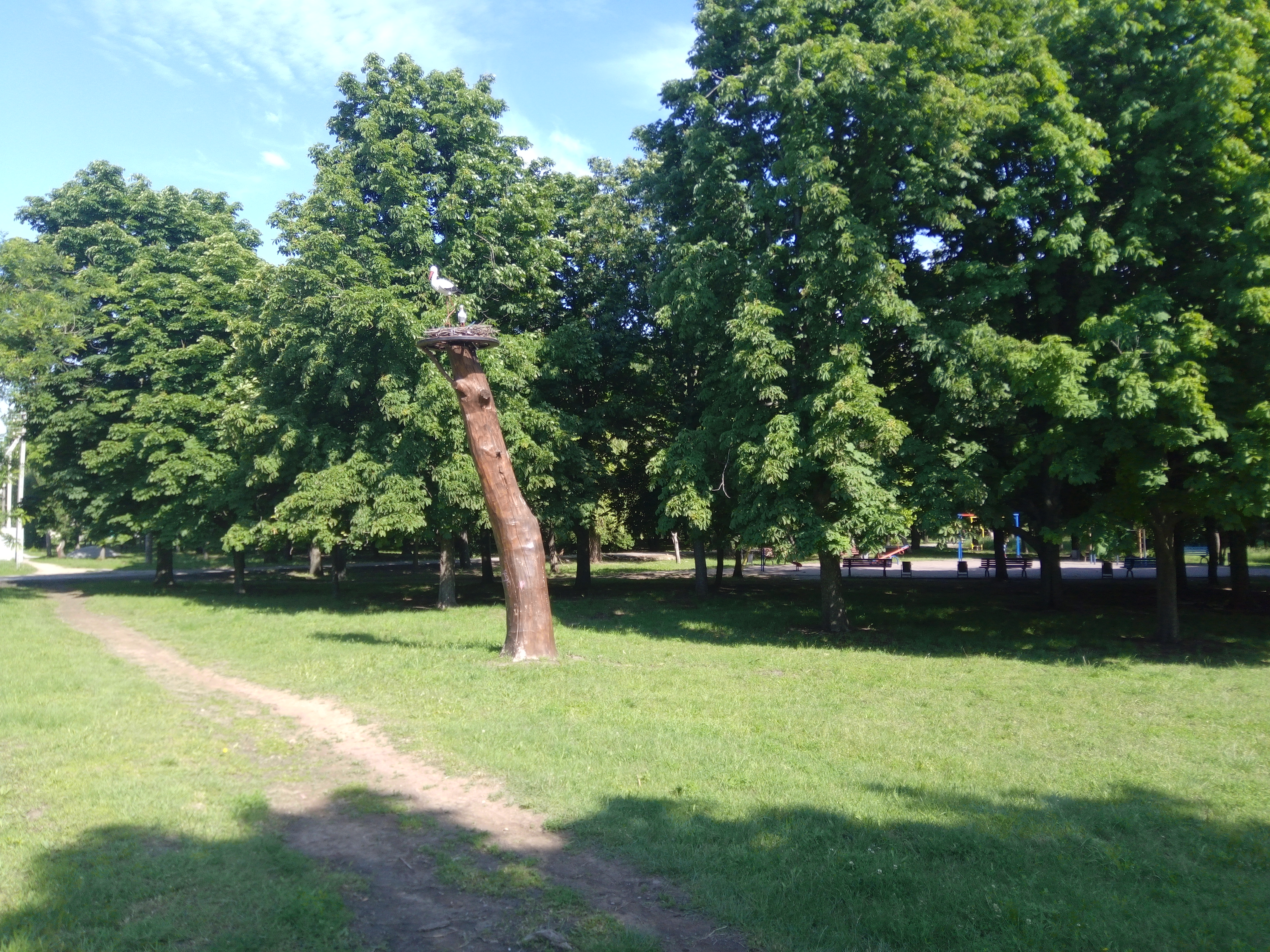
Парк Ювілейний, літо 2020
Алея Каштанів. Вулиця Перемоги.

## Спорт

Центральний Кавказ. Група туристів Вільнянського Туристсько-альпіністський клубу «Пошук» на маршруті з Безенгійської ущелини до перевалу Кель-Баші, 1968 р.

У Вільнянську в останній третині XX ст. і до сьогодні розвинений футбол. Існує стадіон, дуже популярний у другій половині XX ст.
У 1970—1980-х роках успішно діяв Молодіжний туристсько-альпіністський клуб «Пошук».
Також діє ДЮСШ «Колос» в якій є гуртки з: футболу, боксу, греблі, гирьового спорту.
При відділі освіти працює Дитяча юнацька спортивна школа на 876 дітей в якій діють гуртки з: дзюдо, волейболу, баскетболу, футболу та інші.
У 2000—2010 роках у місті активно розвивається бокс, гирьовий спорт, шахи, волейбол.

## Медицина
У Вільнянську розташована Вільнянська центральна районна комунальна лікарня, діє мережа аптек
У виправній колонії № 55 — туберкульозний диспансер
Станом на 2018 р. медична допомога населенню м. Вільнянська і Вільнянського району надається:
- на первинному ринку — Комунальним закладом «Центр первинної медикосанітарної допомоги» Вільнянської районної ради;
- на вторинному ринку — Вільнянською центральною районною комунальною лікарнею, яка має ліжковий фонд 180 ліжок (зокрема, терапевтичне відділення — 50 ліжок; хірургічне відділення — 40 ліжок; дитяче відділення — 40 ліжок (включно 15 дитячих інфекційних ліжок); пологове відділення — 20 ліжок; неврологічне відділення — 20 ліжок; відділення реанімації та інтенсивної терапії на 9 ліжок)[172].

У 2023 році на прифронтових територіях, в тому числі у м. Вільнянськ і прилеглих територіях, з'являються мобільні аптеки

## Відомі люди

Генріх Нейфельд

Білецький С. П.

Тар'яник В. П.

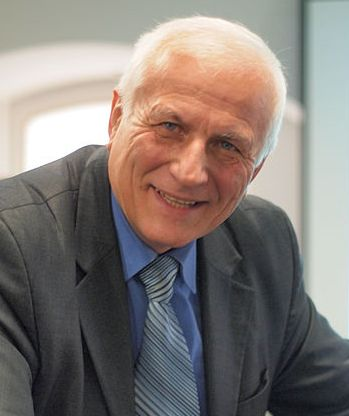
Білецький В. С.

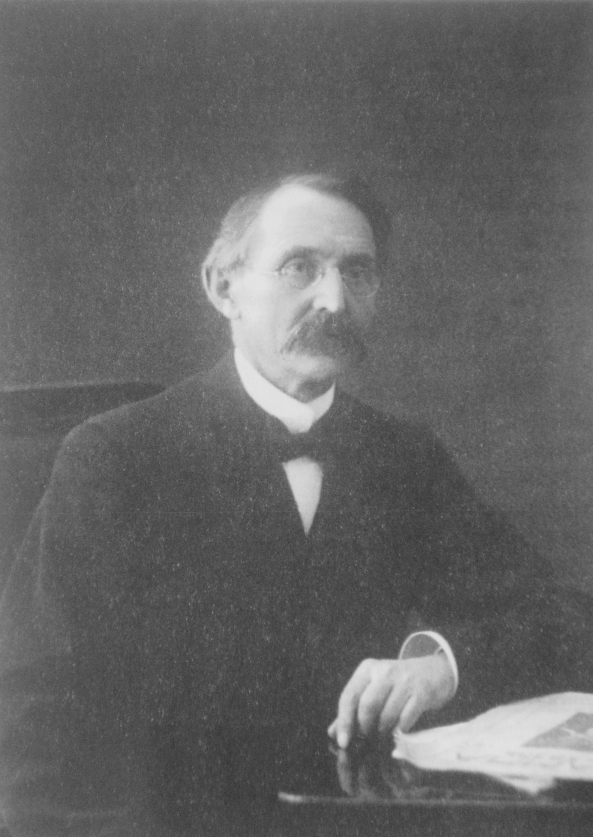
Новицький Я. П.

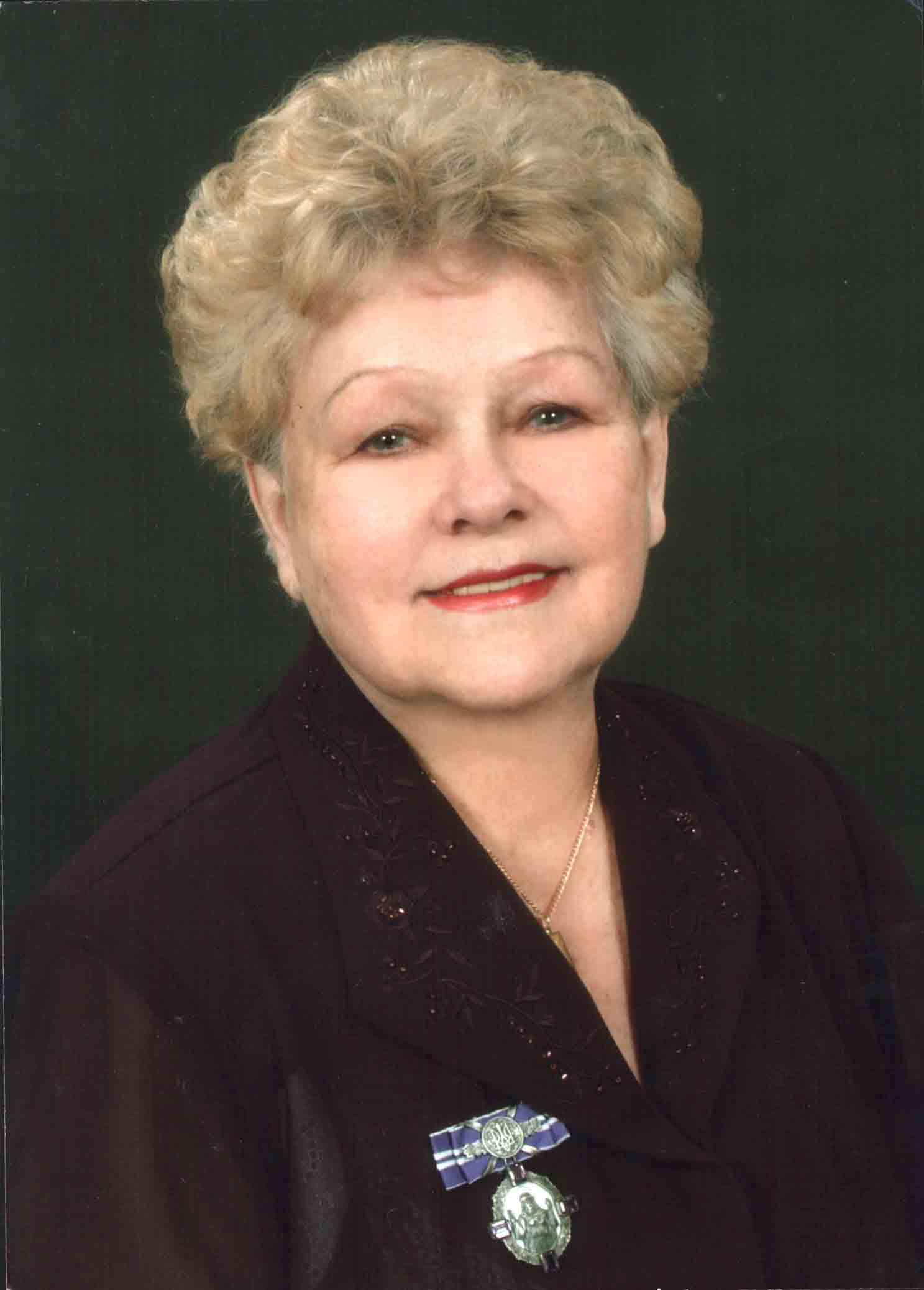
Хом'як К. П.

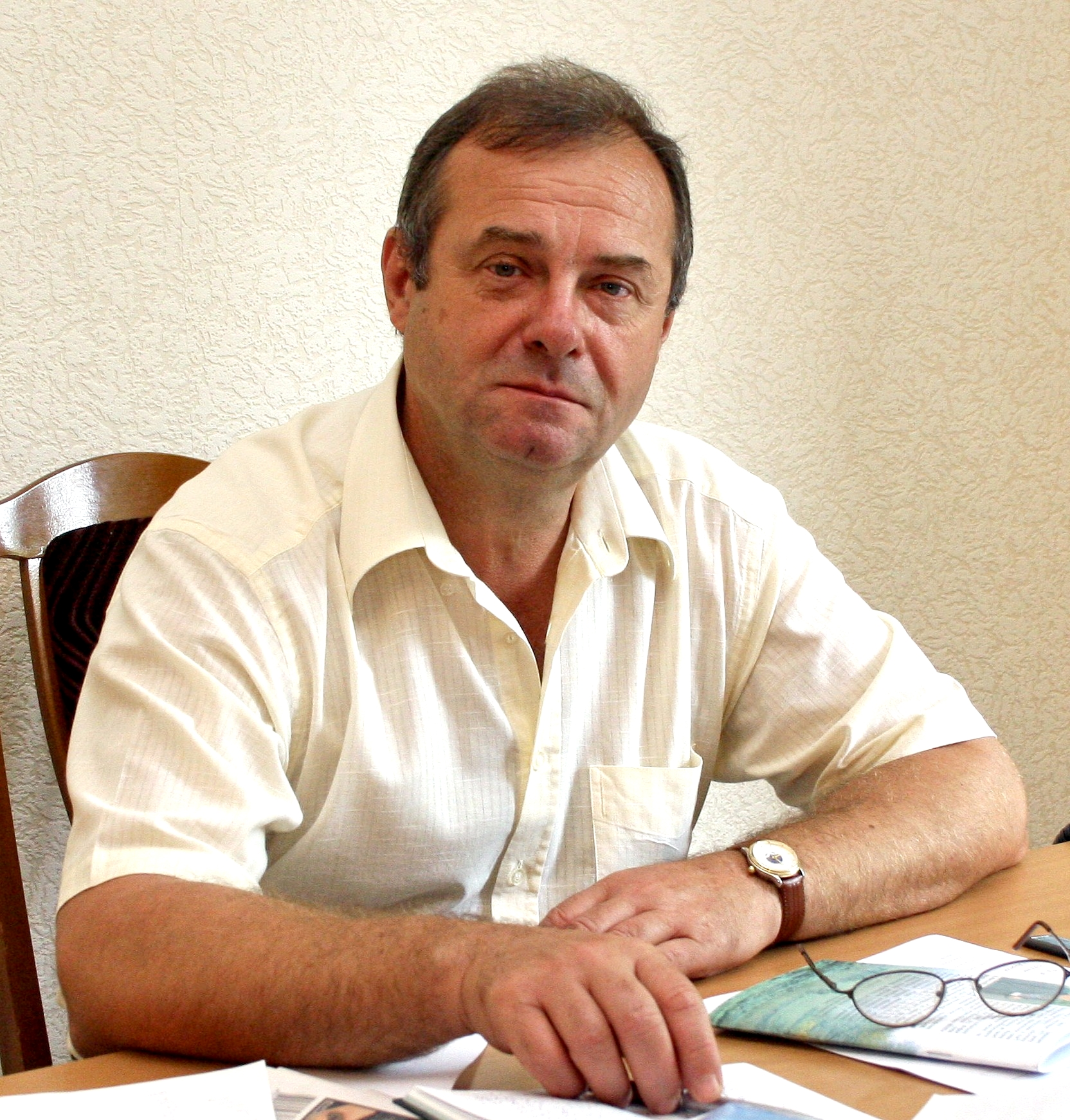
Балабко О. В.

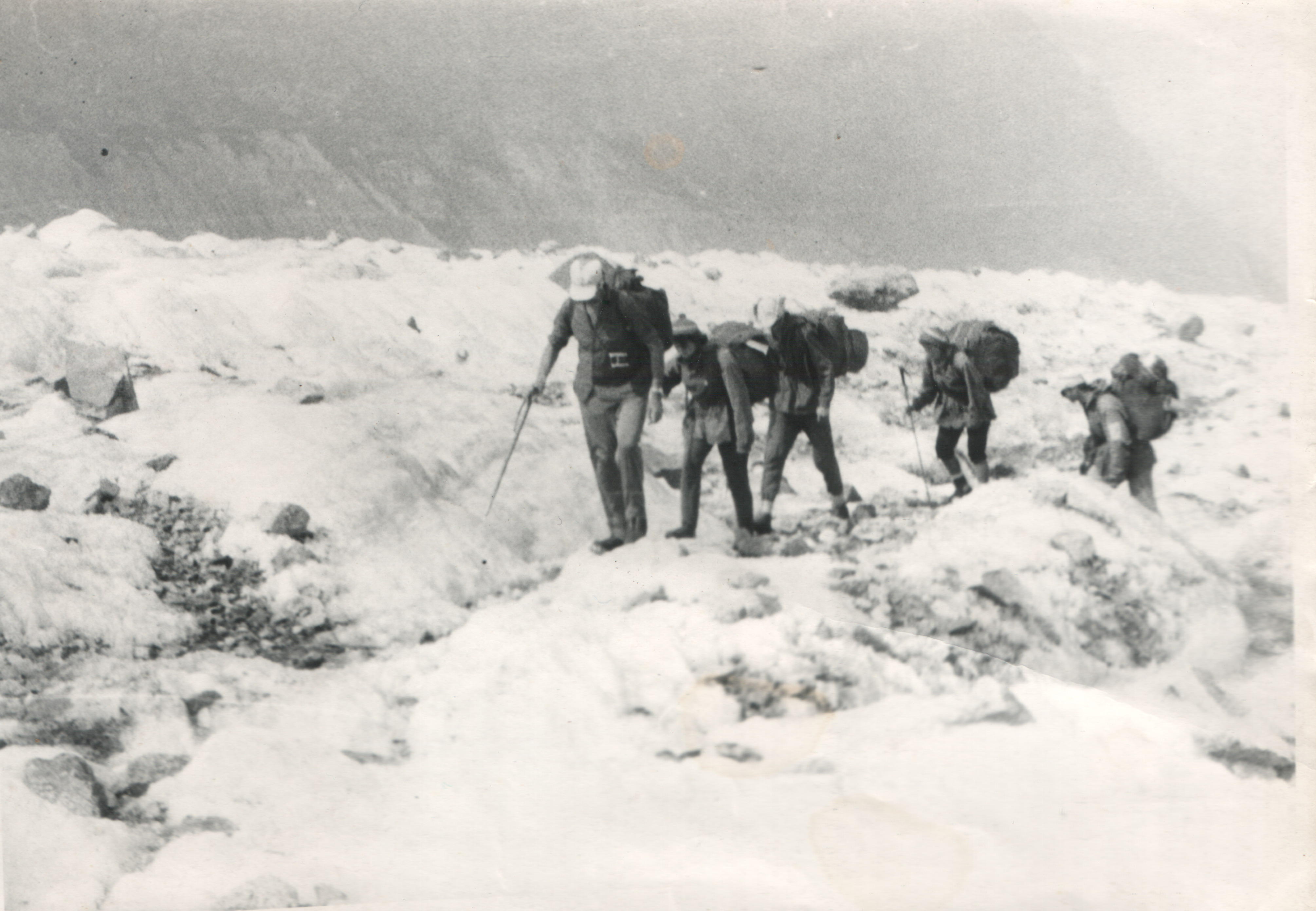
Кавказ. Сердюк Вадим Дмитрович веде групу українських альпіністів на Безенгійському льодовику. 1968 р.

Дмитрієв Ю. І.

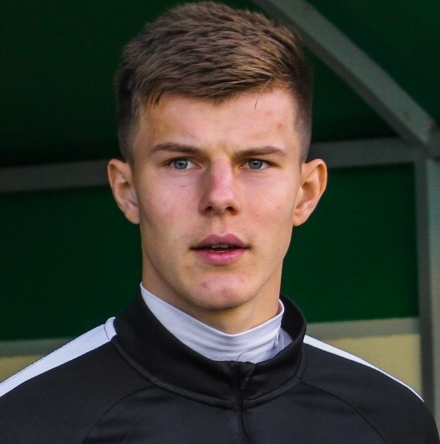
Едуард Соболь

### Уродженці
- Авраменко Наталія Вікторівна — українська лікарка та політична діячка. Заслужений лікар України. Нагороджена орденом княгині Ольги III ступеня, орденом «За заслуги перед Запорізьким краєм» III ступеня, депутатка обласної ради III, IV та V скликань.
- Білецький Віталій Володимирович (нар. 15 жовтня 1974) — український вчений, психолог і філософ, кандидат філософських наук, доцент Донецького національного університету.
- Волощук Михайло Володимирович (1980—2014) — підполковник Збройних сил України, боєць Добровольчого українського корпусу «Правого Сектора».
- Добринін Григорій Петрович (1930—2000) — український художник.
- Капралов Володимир Васильович (1981—2017) — старший солдат Збройних сил України, учасник російсько-української війни.
- Тар'яник Василь Петрович (1908—1989) — кінорежисер, працював у жанрі хронікально-навчальних та наукових фільмів.
- Хом'як Катерина Петрівна (1922—2018) — акторка театру імені Марії Заньковецької (Львів), заслужена артистка України.
- Соболь Едуард Олександрович — український футболіст, лівий захисник французького клубу «Страсбур» та національної збірної України.

### Поховані
- Білецький Стефан Петрович (14.08.1923—14.02.1985) — мінометник, воював на Воронезькому, Сталінградському, Степовому фронтах німецько-радянської війни. Учасник боїв за Сталінград, Харків, Полтаву, Бєлгород. Нагороджений медалями «За відвагу», «За оборону Сталінграда», «За перемогу над Німеччиною» та ін., після війни — медаллю «За трудову доблесть». Інженер-машинобудівник, начальник конструкторсько-технічного бюро «Заводу ім. Т. Г. Шевченка» у м. Вільнянськ. Робкор (понад 100 публікацій). Народився у с. Матвіївці Вільнянського району. Жив і працював у м. Вільнянськ. Похований на міському цвинтарі.[174]
- Дмитрієв Юрій Іванович (1965—2015) — майор поліції, учасник російсько-української війни.

### Почесні
- Онипко Олексій Іванович — почесний громадянин Вільнянська.
- Сирота Микола Іванович — почесний громадянин м. Вільнянська, керівник, який понад 22 роки пропрацював директором Вільнянського заводу ім. Шевченка. Нагороджений орденами Вітчизняної війни I і II ступеня, Богдана Хмельницького III ступеня, бойовими медалями «За бойові заслуги», медаллю «За взяття Будапешта», медаллю «За захист миру». (19.12.1924—18.04.2003)[175]

### Пов'язані
- Балабко Олександр Васильович — журналіст, головний редактор газети «Вечірній Київ» (2001—2006). Лауреат журналістської премії «Золоте перо». Член НСПУ і НСЖУ. Навчався у Вільнянській середній школі № 2.
- Білай Ананій Калинович — український агроном-садівник.
- Білецький Володимир Стефанович — український вчений в галузі гірництва, громадсько-політичний діяч, доктор технічних наук, професор Донецького національного технічного університету, а також Національного технічного університету «Харківський політехнічний інститут», дійсний член ряду науково-академічних організацій: НТШ, Академії економічних наук України, Академії гірничих наук України, засновник і головний редактор аналітично-інформаційного журналу «Схід» Народився у с. Матвіївка (Вільнянський район), жив і закінчив середню школу № 3 в м. Вільнянськ.
- Любасенко Валентин Павлович (1925—2007) — лікар-хірург, учасник Другої світової війни, орденоносець.
- Генріх Нейфельд — власник і керівник заводу сільськогосподарських машин у Софіївці (м. Вільнянськ, Запорізька область) з 1871 р.

Пам'ятна дошка на будинку Палацу культури у Вільнянську, де 6 лютого 1999 виступав В'ячеслав Чорновіл.

- Салякін Андрій Олександрович — голова Вільнянської районної ради (2016), один із заступників представника України в Палаті регіонів Конгресу місцевих та регіональних влад Європи[176]
- Сердюк Вадим Дмитрович — український спортсмен, Майстер спорту зі спортивного туризму.
- В'ячеслав Чорновіл — 6 лютого 1999 виступав у Палаці культури м. Вільнянськ.

## Нові свята: День Державного Прапора, День Незалежності України

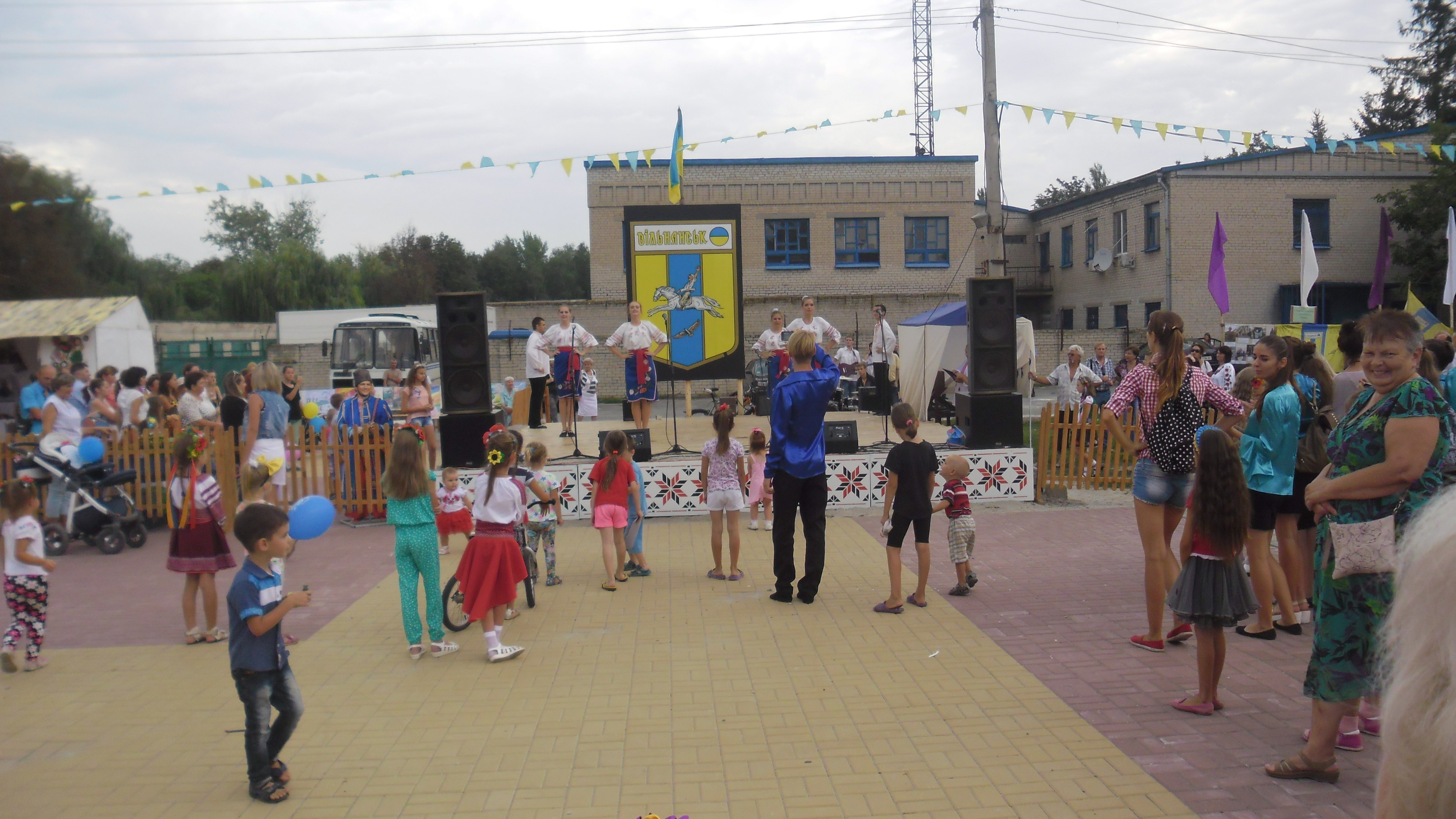
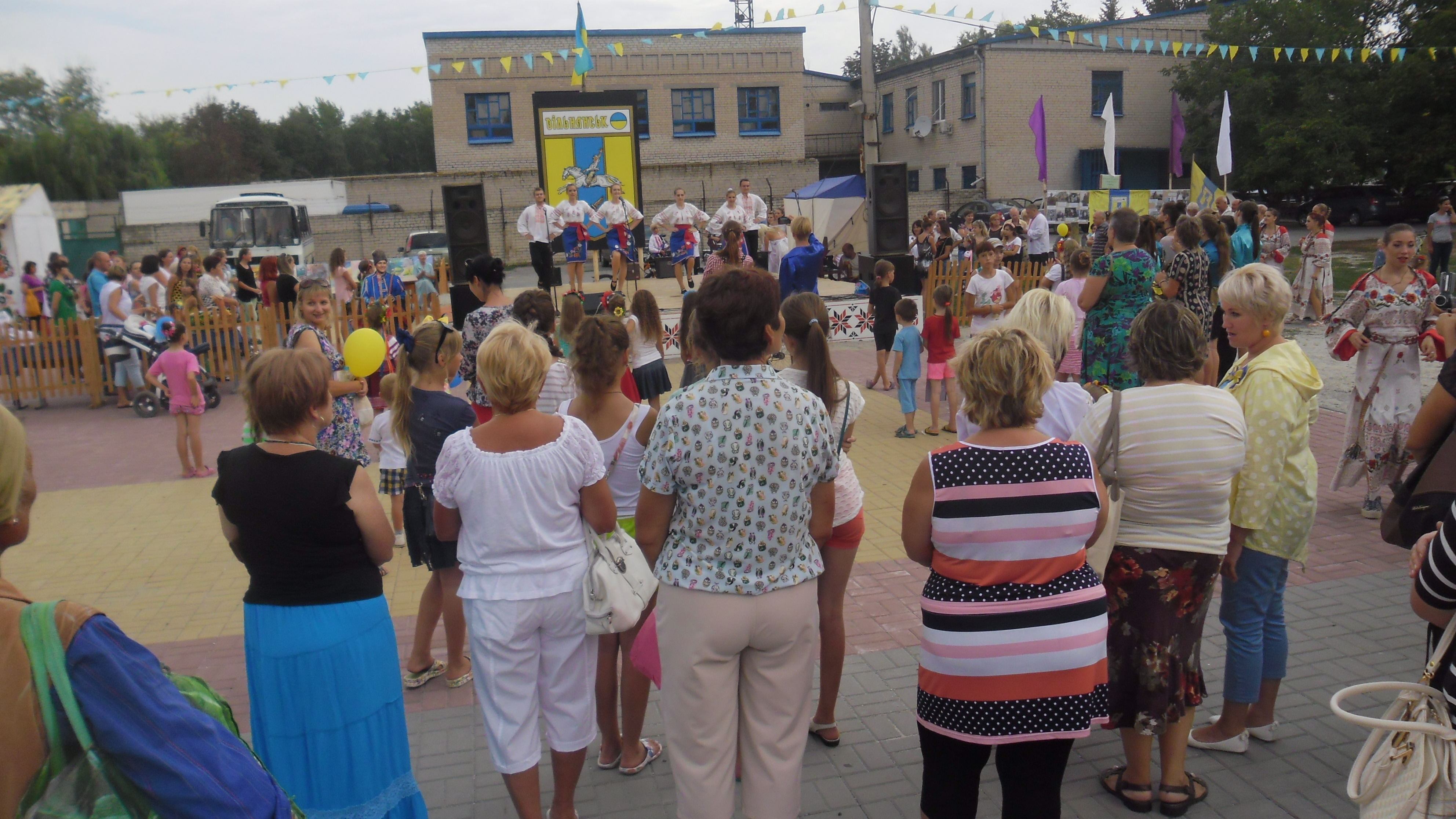

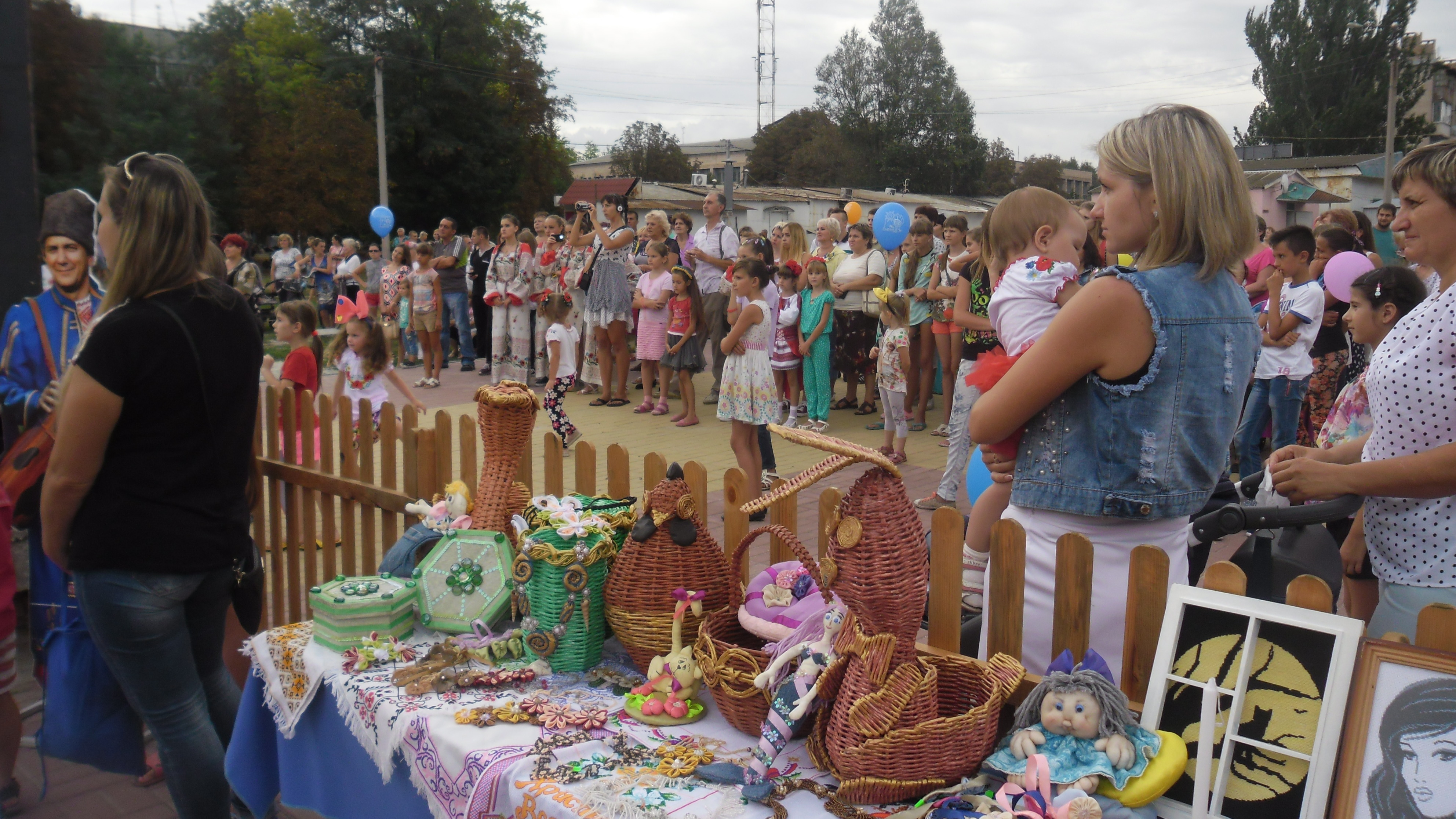
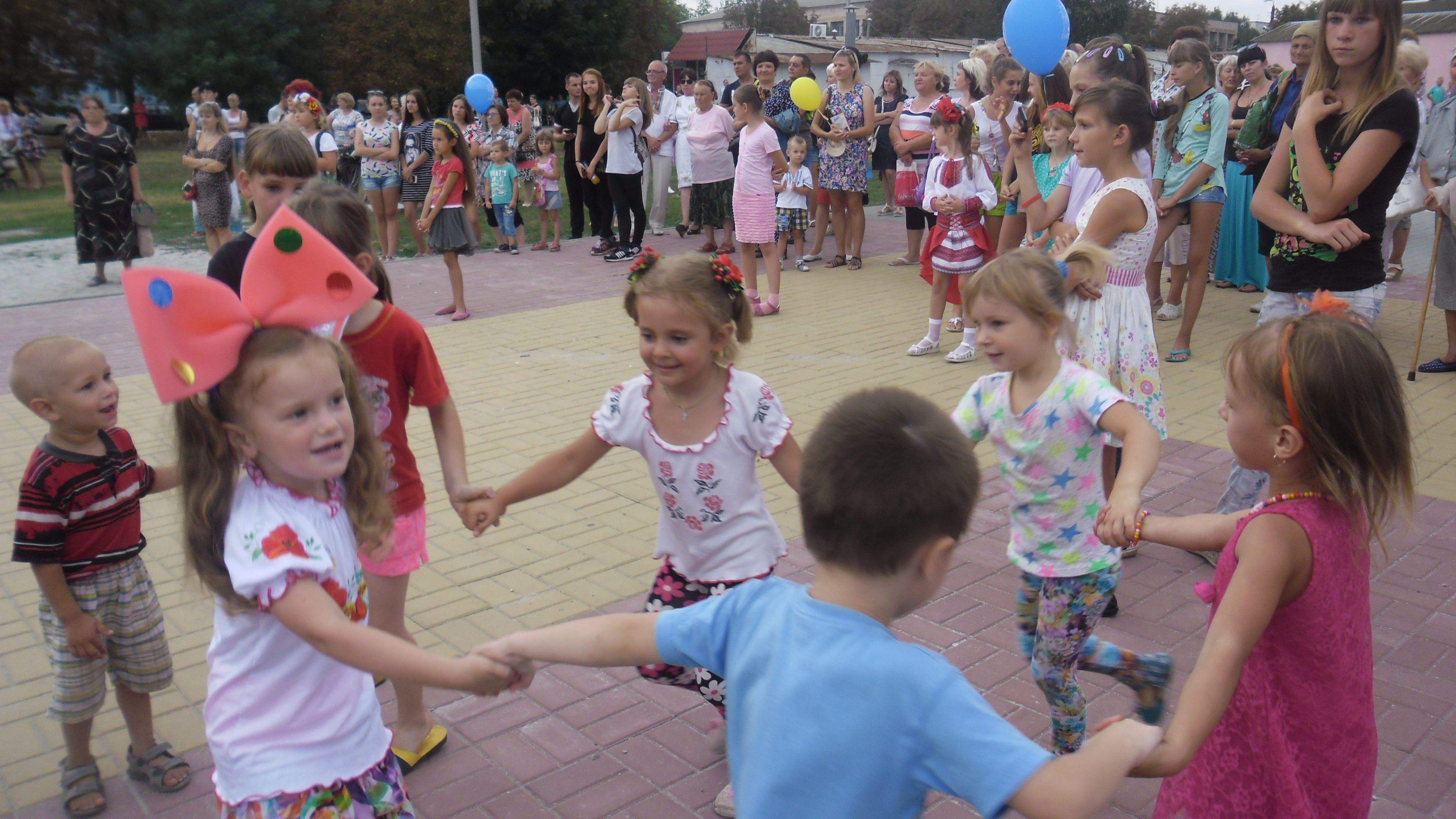

Нова епоха — епоха незалежної України принесла у Вільнянський край нові свята. Це, у першу чергу, День Незалежності України, який 1991 року святкувався 16 липня — за датою прийняття Декларації про державний суверенітет України, а з 1992 року — 24 серпня — за датою Акта проголошення незалежності України 24 серпня 1991 року.
День Державного прапора України святкується згідно з Указом Президента України з 2004 року напередодні Дня Незалежності — 23 серпня у день коли 1990 року синьо-жовтий прапор було піднято над Київською мерією.
У Вільнянську щорічно проводять церемонію урочистого підняття Державного Прапора України, урочисте зібрання та святковий концерт до Дня Незалежності України. У цих заходах беруть участь представники органів державної влади, місцевого самоврядування, громадські активісти, воїни Збройних сил України, волонтери, солдатські матері, релігійні організації і творчі колективи Вільнянського району — свята на Вільнянщині мають всенародний характер. Традицією стало те, що у День незалежності більшість городян вдягають вишиванки, проводиться Парад вишиванок, а також флеш-моби у національному стилі. У День Незалежності України на фестивальній площі міста відбуваються ряд конкурсів, виставок, спортивних змагань, майстер-класів, широка та змістовна концертна програма, а також ігрова програма для дітей.
Урочисто святкується у Вільнянську також День захисника і захисниць України — свято, що відзначається в Україні 14 жовтня у день святої Покрови Пресвятої Богородиці водночас з Днем Українського козацтва.
ГалереяДень Незалежності. Вільнянськ, 2016: День незалежності України у Вільнянську святкується як народне свято — на майданах, у парках, з виставками, концертами, гуляннями тощо.

## Вільнянськ у фольклорі та творах художньої літератури
- Самоткан М. Пісня про Вільнянськ // Самоткан М. Любов моя…: Лірика. — Вільнянськ: Дніпровські вогні. — 1990. — 22 верес.
- Мудре слово: Прислів'я та приказки в говірках Нижньої Наддніпрянщини. Вип. 2. — Запоріжжя: Комунар, 1992. — 169 с. — Із змісту: [прислів'я та приказки, записані у Вільнянську]. — с. 30, 40, 84, 126, 137, 144.
- Сестра орлів: Легенди та перекази / упоряд. В. А. Чабаненко. — Дніпропетровськ: Січ, 1991. — 95 с. — Із змісту: Знайда: [записала влітку 1966 р. від Олекси Несуна у с. Сторчовому Вільнянського р-ну С. Романова]. — с. 12.[181]
- Макаренко Ольга. Намалюю я високе небо: Лірика. — Вільнянськ, 2001. — 27 с.

## Інтернет-ресурси
- Volnyansk today. Вільнянськ сьогодні.
- Google Earth [Архівовано 23 травня 2021 у Wayback Machine.]